# Sáhnáme
A Sáhnáme, (perzsa nyelven:شاهنامه átírásokban: Šāhnāmeh, Shahnama, Šahname, Shaahnaameh, Şahname) azaz a Királyok Könyve költői epikus mű, amelyet Firdauszí perzsa költő írt kb. 977 és 1010 között, körülbelül 50 000 kétsoros versben. A Sáhnáme a világ egyik leghosszabb epikus verse. Elsősorban a Perzsa Birodalom mitikus, és bizonyos mértékig történelmi múltját mutatja be a világ teremtésétől egészen Irán 7. századi arab hódításáig. A modern Irán, Azerbajdzsán, Afganisztán és a perzsa kultúra által befolyásolt nagyobb régió (például Grúzia, Örményország, Törökország és Dagesztán) ünnepelt nemzeti költeménye. A mű központi jelentőséggel bír a perzsa kultúrában és a perzsa nyelvben, és mint irodalmi remekmű meghatározó Irán etnikai-nemzeti kulturális identitásában. Fontos a zoroasztrizmus kortárs hívei számára is, mivel nyomon követi a vallás kezdete és az utolsó perzsa szászánida uralkodó halála közötti történelmi kapcsolatokat a muszlim hódításig, amely véget vetett az iráni zoroasztriánusok befolyásának. Zarathustra követőinek könyve, az Aveszta tartalmazhatott az iráni hősökről olyan legendákat, amelyeket Firdauszí is feldolgozott.
Mondaanyagát még a Szászánidák idejében jegyezték fel. Költői feldolgozásukra számos kísérlet történt. A nagy nemzeti mű megalkotására először egy Dakíkí (935?–976?) nevű költő kapott megbízást. Őt azonban korai halála megakadályozta a munka befejezésében. Csupán 1000 verspárig (2000 sorig) jutott el.
Félbemaradt művét Firdauszí (934–1027) folytatta tovább. Tiszteletben tartotta Dakíkí hagyatékát: töredékét beolvasztotta eposzába, és formai téren is követte elődjét. Kb. 977-től, több mint 30 évig dolgozott a hatalmas művön. Már elmúlt 70 éves, amikor 1010-ben befejezte.
Az egyes mondák csak lazán függenek össze egymással, de végighúzódik rajtuk Irán (Perzsia) ősi harca a nomád türk népek hazájával, Túránnal, egyúttal körképet adnak a térség több évezredes mítoszairól, helyenként történetéről. Iszkandar mondakörében a hódító Nagy Sándort ismerhetjük fel, legnagyobb hőse Rusztem, akinek meséje több önálló mondának is keretet ad.
A mű az univerzum létrehozásával kezdődik, később az első iráni királyok uralkodását írja le, akik az emberiség jótevői voltak. Firdauszí több mint ötven uralkodót és uralkodónőt említ művében, akikről eltérő terjedelemben emlékezik meg. Káósz uralkodása – akinek regnálása alatt a vers leghíresebb legendáinak cselekménye játszódik – az általában kilenc kötetes kiadás három kötetére terjed ki. Az eposz jelentős részének etikai vonatkozásai amellett, hogy azok egyfajta krónikák is, morális tükröt tartanak az uralkodóknak, de minden olvasónak is.
Az első királyok megteremtették a közösségi élet különféle elemeit, miközben harcoltak a világot megrontó démonok és a történelem során betörő nomádok ellen. A csaták az eposzban évszázadokat ölelnek föl. Árulás, hősiesség és nemes eszmények költői leírása mellett a mű tartalmaz néhány csodálatos szerelmi történetet, amelyek okán Firdauszít nemcsak a páratlan középperzsa nemzeti eposz alkotójának tartják, hanem a romantikus narratív vers megteremtőjének is. Az utolsó rész a vers nagy részének legendás, mitikus, hősies jellegével szemben történelmibb, és a Szászánida uralkodók tetteiről szó. Ez a rész már a költő életművének kései szakaszához tartozik, amiben számos erkölcsi, politikai és metafizikai tanulság tükröződik.
Az eposzt részleteiben először Fiók Károly, majd Radó Antal fordította magyarra a 19. század végén, az arab hagyományos versmértéket, a mutaqáribot Devecseri Gábor ültette át a legsikeresebben 1959-ben megjelent szemelvényes fordításában.

## A mű létrejötte és fogadtatása
A királyokról szóló mondák összefoglalására a Szászánida uralkodók is több kísérletet tettek. Már 632–651 között, Jazdagird uralkodása alatt egy Dánisvar nevű helyi uralkodó pehlevi (középperzsa) nyelven állított össze egy gyűjteményt Hvadai-námak (Királyok könyve) címmel. Ez a mitikus Gajómarsztól II. Huszrau szászánida király (590–628) uralkodásáig foglalta össze a királyok történeteit. Ezt arabra 731-ben fordították le Hisám omajjád kalifa (724–743) számára. Eközben megjelentek ennek újperzsa (dari) nyelvű változatai is. Valószínüleg Firdauszí is az Ibn al-Mukaffa vagy Abu al-Balhi által dari nyelven írt szövegeit használta fel művéhez.
A legenda szerint Firdauszí Mahmúd gaznavida szultán megrendelésére és annak támogatásával írta meg művét, azonban a kutatások szerint azt csak 1010 körül ajánlotta fel az uralkodónak, és a munkát saját bevallása szerint is már 975–976-ban elkezdte. Az abbászidák felé forduló új politikai irányvonal miatt az alapvetően szászánida hagyományokat dicsőítő, az iráni múlt hősies alakjait kiemelő mondaanyag szellemisége már nem felelt meg az elvárásoknak, ezért korabeli fogadtatása az udvarnál kudarcra volt ítélve.
Firdauszí harmincöt éven keresztül írta az eposzt, és az akkori legnagyobb befolyású török kormányzónak, a gaznavida Mahmúdnak ajánlotta, aki Közép-Ázsiában hatalmas területet birtokolt Horaszán tartományban, Afganisztánban és Észak-Indiában. Mint a kutatók megjegyezték, Firdauszí eredetileg azt tervezte, hogy művét az egyik számánida uralkodó oltalmába helyezi, akik az arab invázió óta Irán első őslakos iráni uralkodói. Mire azonban a vers elkészült, a számánidák hatalma gyengült és a gaznai Mahmúd került hatalomra. Mivel a türkök a műben főként negatív ábrázolással szerepelnek, nem volt meglepő, hogy Mahmúd a kívántnál kevesebbet fizetett Firdauszínak a munkájáért, ennek ellenére támogatta a költőt, mivel felismerte Firdauszí teljesítményének jelentőségét.
Bár Firdauszí hithű muzulmán volt és a Bujidákéhoz hasonló nacionalista érzelmeit kombinálta síita szimpátiával; művében nem tett kísérletet a Korán kozmológiájának beillesztésére, de még a perzsa legendák kronológiáját sem egyeztette a Korán időrendjével, ezeket figyelmen kívül hagyva a perzsa teremtési mítoszokat helyezte a középpontba.
Firdauszí a mű kezdeti, mitikus korszakokat tárgyaló szakaszában feltehetőleg a szájhagyományt dolgozta föl, a későbbi korszakokról írásos forrásanyag is rendelkezésére állt, bár ezek többsége mára nem lelhető föl. Iszkandar (Nagy Sándor) színre lépésétől kezdve az írásos forrásanyag dominált, amelyek némelyike máig fönnmaradt. A Gusztápsz király alatt megjelenő zoroasztrizmussal foglalkozó anyagot Dakiki írta, ennek szerkezetét Firdauszí átvette.

## A történetről és néhány szereplőről
Az eposz színtere Irán, bár az mint földrajzi kifejezés a Sáhnáméban jelentősen eltér egy konkrétan meghatározott régiótól. Egy homályosan körülhatárolt területről van szó, amelynek jellemzője, hogy egyetlen király irányítja földi helytartóin keresztül. A mai Irán egy modern nemzetállam, amely egy 19. századi ideológiára épül, és amely a nyelvet a nemzet legmeghatározóbb jellemzőjének tekinti, míg a Sáhnáme Iránja a hódítások és veszteségek következtében instabil és változó földrajzi fogalom.
A mű nem időrendi áttekintésben meséli el Irán történelmét, de fellelhető egy általános mozgás az időben. A karakternek egy része több száz évig él (csakúgy, mint a Biblia néhány szereplője), de többségük normális élettartammal rendelkezik. Számtalan uralkodó, hős, jó és gonosz karakter története kavarog az elbeszélés során, az egyetlen maradandó kép maga a színhely, a középkori Irán képe. A múló idő emlékeztet a halál és a veszteség tragédiájára, de új reményt is hoz. A teremtés első ciklusában a gonosz külső ellenfél, egy démon, azaz az ördög. A második ciklusban családi viszályok és a gonoszság megjelenését látjuk az emberi természetben. Firédún fiainak viszálya, a testvérgyilkosság, majd megölt öccsük fiának bosszúja évszázadokra meghatározza a térség politikai viszonyait és véres háborúkat generál Irán szerte. Később a történetek személyesebbé válnak, az emberi természet jellegét, lélektani oldalát boncolgatják, sőt megjelenik egy Phaedra-szerű történet Kaj Kavuszról, a feleségéről, Szudábéről, valamint mostohafiáról, Szijávusról, akibe szerelmes a mostohaanyja, de a fiú elutasítja őt. A következő ciklusban minden szereplő antipatikus, önző és gonosz. Ez a része az eposznak összességében sötétebb, mint a többi történet, amelyek többségének van valamilyen kifutása, tanulsága és katarzisa. Ez a hangvételi változás két dolgot tükrözhet: a perzsák arabok általi meghódítását és a perzsa zoroasztrianizmus utolsó napjait.
A régi iráni hősök történetei már valószínűleg az Aveszta első változataiban is megjelennek, de később ezeket a papság kigyomlálhatta.  A  zoroasztriánusok nézete az ember választási képességéről ellentmondásba került az iszlám tanításával, a sors eleve elrendeltségének tanával. Balszerencse és katasztrófák között csak a mű számos férfi és női alakjának egyedi megjelenésében fedezhető fel Zoroaszter eredeti nézete az emberi választásról, ezekben a jellemekben hangsúlyozza az emberi szabad akarat fontosságát. Firdauszínál a szereplők jelleme összetett, egyik sem archetípus. A legjobb karaktereknek is vannak rossz tulajdonságai, a legrosszabbaknak pedig emberi pillanatai.
Rusztem, az eposz főhőse a mű központi alakja, aki a sokszor uralkodásra alkalmatlan királyokat védi, de nem tör hatalmukra, noha erejénél fogva megtehetné. Rusztem annak a ritka hősnek a perzsa megfelelője, aki kötelességét kizárólag belső elhivatottságból teljesíti. Páratlan bajnok, egyik sahot szolgálja a másik után, de a hatalom megszerzésének vágya nem tölti el. Ez igaz rá még akkor is, amikor lázadásra buzdítják a király ellen. Rusztem a jó meggyőződéses védelmezője a gonosz ellen (ez  zoroasztriánus nézőpont), lázadás helyett megpróbálja királyait a helyes úton tartani, uralkodói egyszerre függnek és félnek tőle. Néha a királyok meggondolatlan katonai hódításokba kezdenek, amelyekben Rusztemnek segítenie kell őket. Ezek a sahok hiúak és gyakran ostobák, de Rusztem sem hibátlan. Hiú ő is és sértődős. Habzsolja az életet, de nem veszti szeme elől fő kötelességét, királya hű szolgálatát. A Sáhnáme népszerű történetei, a hősi mesék mellett a műben románcok, komikus epizódok és lenyűgöző karaktertanulmányok is találhatók. A románcok közül a legkiforrottabbak a szászánida korszak, a független Perzsia utolsó korszakából származnak.
A feldolgozott legendák nem mentesek a politikai áthallásoktól sem. Egy iráni számára kiemelkedő jelentőségű történet Kava kovács lázadása. A gonosz és szörnyű királynak, Zahnak kígyók nőttek ki a vállából, amelyeket naponta alattvalói fiataljainak vérével kell táplálni. Amikor a helyzet elviselhetetlenné válik, egy közönséges kovács felkelést szervez a szörnyű király megbuktatására. Ez a mese Reza Pahlavi uralkodásának vége felé nagyon népszerű volt, hiszen összecsengett azzal, hogy a népnek joga van fellázadni az "igazságtalan" király ellen. Később azonban, akik megpróbálták feléleszteni ezt a történetet egy még szörnyűbb diktátor, Khomeini ajatollah uralkodása idején, azok börtönbe kerültek. Abban a közegben ez a mese már nem működött.
A Sáhnáme perzsa tudósai összehasonlították Firdaúszít Shakespeare-rel és számtalan hasonlóságot találtak; műveikben mindkét szerző együttérzést mutat a szegények és az elesettek iránt, mindkét szerzőnél fellelhető a társadalmi igazságosság iránti igény, a zsarnok uralkodók bátor és hangos elítélése, megtalálhatjuk mindkettőnél az önzetlenség és az idealizmus dicséretét. A konzervatív földbirtokos Firdaúszí és a középosztálybeli városi ember, Shakespeare is osztotta az uralkodói legitimitás értékeit, irtózott az anarchiától, félt az eretnekségtől.
Mások Firdaúszít Homéroszhoz hasonlítják, különösen Akhilleusz és Rusztem viszonylatában. Mindkét hős távoli tartományok királya. Mindkettő elsősorban hős, és csak másodsorban uralkodó. Mindkettő bizonyos értelemben királycsináló. Mindkét szerző irodalmilag feldolgozta a szóbeli eposzt anélkül, hogy elveszítette volna annak spontaneitását. Mindkét eposz hősei megfelelő jelzőkkel (epitheton ornans) vannak ellátva,hogy könnyen felismerhetők legyenek még a nevük említése nélkül is. Mindkettő ismétléseket alkalmaz a memorizálás elősegítésére. A csata és a hősiesség epizódjait üldözés, lakomák és idilli mulatságok, szertartásos tanácsülések árnyalják. A két szerző művei bővelkednek intim emberi megnyilvánulásokban, amelyek katarzist válthatnak ki az olvasóban és fokozzák a kialakuló drámai hatást. A Sáhnáme egyik legelismertebb iráni tudósa, Amin Banani ezt mondja róla: "Ez az egyetemesség, az emberi hűség és a határozatlanság paradoxona együtt a Sáhnáme művészetének lényege és időtlenségének oka; lehetővé teszi minden generáció számára, hogy saját megoldását keresse."

## Tartalom

### Bevezetés
A középkori perzsa verseknél szokásos módon, magát az elbeszélést Istent dicsőítő bevezető előzi meg, majd számos erkölcsi és etikai kérdést feszeget. Isten a bölcsesség és a lélek eredője, az emberi természet teremtője. A bölcsesség és az emberi lélek természete, Isten céljainak érthetetlensége fontos szerepet játszik a mű kibontakozásában.
Isten létrehozta a négy elemet (föld, tűz, levegő és víz), amelyből a világ kialakult, létrehozta az embert és a Napot, majd a Holdat. Ezt követi a Mohamed prófétát dicsérő szakasz, és a vers forrásaira vonatkozó utalás. Megemlíti, hogy Firdaúszí egy korábbi költő (Dakiki) művéből vett részeket is felhasznált, majd a bevezető a ghaznavida Mahmud szultán dicséretével zárul, akitől a költő pártfogást remélt.

### Az első királyok

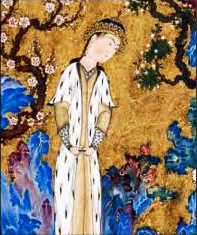
Hószang sah

Az első király, egyben a Pisdad-dinasztia első uralkodója Gajómarsz volt, aki elhozta a fényt az emberiségnek, egyúttal ételt, italt adott számukra. Volt egy fia, Szijámak, aki bölcs volt, sudár termetű és dicsőségre vágyott. Amikor a birodalmat az ádáz Ahrimán démonkirály megtámadta, Szijámak apja védelmére kelt. Megküzdött Ahrimán fiával, de a küzdelemben alulmaradt és meghalt. Apja majd megőrült fájdalmában, amelyben népe is osztozott. Szijámaknak volt egy Hószang nevű fia, aki amikor felnőtt, bosszút állt apja haláláért.
Gajómarsz után Hószang lett a király, aki bölcsen vezette az országot. Megtanította a népet a fémek bányászatára, a vas megmunkálására, megmutatta a fejsze, a fűrész használatát, létrehozta a kovácsmesterséget, bevezette az öntözéses gazdálkodást. Ekkor az embereknek még ruhájuk nem volt, falevéllel takarták el magukat.
Egy alkalommal rettenetes tűzokádó kígyó támadta meg az országot, akivel Hószang felvette a harcot, hatalmas követ vágott a kígyóhoz, ami célt tévesztve egy sziklának pattant. Ebből tűz ütött ki, attól kezdve ezt az eseményt megünnepelték: így alakult ki a tűz ünnepe, aminek neve Szada lett.
Hószang negyven évig élt. Uralkodása alatt békével és boldogsággal ajándékozta meg alattvalóit, és amikor meghalt, fia, Tahmúrasz vette át a trónt. Tahmúrasz megtanította az embereket vetni, állatot tenyészteni, gazdálkodni, vadászni, halászni, ezekhez eszközöket készíteni. Volt egy bizalmasa, Saidászp, aki nagyon erényes életet élt, és királyát is a jó cselekedetekre ösztönözte. Rendkívül okos volt, jó lovas, ténykedése alatt felvirágzott az ország.
A gonosz démonok azonban irigyek voltak rá, és hatalmas sereggel támadták meg Tahmúrasz birodalmát. A király legyőzte, de nem pusztította el őket, akik hálából megígérték, hogy új tudásra tanítják az emberiséget. Ekkor terjedt el az írás mestersége.
Tahmúrasz halála után fia, Dzsamséd került a trónra. Vértet, páncélt készített és finom gyapjú- és pamutholmikkal látta el népét, akik megtanultak fonni, szőni, és elsajátították a szőnyegszövést is.

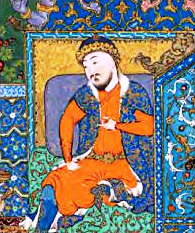
Dzsamséd sah

Dzsamséd parancsára létrejöttek a rendek, elsőnek a papok rendje (kátuzik), majd a harcosok (niszárik), a büszke földművesek (neszudik) végül az iparosok (ahnúkhasik) alakítottak kasztot. Fél évszázad alatt kioktatta az embereket a téglavetés mesterségére, hogy erős várakat, díszes palotákat emelhessenek. Népe gyönyörűségére a ritka kövekből kiválogatta a nemes ásványokat, és átadta alattvalóinak. Illatszereket fedezett fel, majd az alkímia és gyógyítás felé fordult; megszüntette a pusztító kórokat, az emberek, akárcsak ő maga, több száz évig, betegség és halál, szomorúság és csüggedés nélkül éltek. Nem ismerték a rosszat, egymással is csak jót cselekedtek. A démonok rabszolgaként szolgálták a királyt és alattvalóit.
Nemes cselekedetei és jótéteményei elbizakodottá és gőgössé tették Dzsamsédet. Saját dicsőségére drágakövekből káprázatos trónt emelt. Az őt szolgáló démonokkal azon vitette fel magát a mennybe, hogy Istennel mérje össze a hatalmát. Önhittségét azonban Isten kegyetlenül megtorolta. A földi világot viszállyal sújtotta, alattvalói elfordultak eddigi jótevőjüktől, a nagy Dzsamséd sah már csak magának uralkodott, népétől eltaszítva, végtelen sötétségben bolyongott. Hiába tért meg újra istenéhez, az nem kegyelmezett neki.
Mirdásznak, az arabok jámbor, jóságos királyának volt egy Dahák nevű bátor, merész fia, akinek tízezer nemes paripája legelt az iráni pusztákon. Egy napon a gonosz Iblísz démon hatalmába kerítette a fiút, és szerződést ajánlott neki, amelyben sötét, nagy hatalmú titkokat ígért apja életéért cserébe. A fiú beleegyezett a tervbe. Iblísz csapdát állított az öreg királynak, vermet ásott, a király ebbe beleesett és szörnyethalt. Így nyerte el apja királyságát és birodalmának gazdagságát Dahák. Egyszer Iblísz szakács képében jelent meg a fiú előtt, és fenséges ételeket készített neki. Dahák mohón habzsolta a finom étkeket, megkérdezte, hálából a finomabbnál finomabb ételekért milyen jutalmat adhat a szakácsnak? Iblísz csak két csókot kért az ifjú király két vállára, de azokból, ahogy a démon ajka hozzájuk ért, két vérszomjas kígyó kelt ki. Dahák hiába vágta le őket, azok újból kinőttek, és naponta két ifjú legény fejét követelték. A démon így akarta elérni, hogy a teljes világból ember nélküli pusztaság váljon.
Miközben Dzsamséd király őrülten tántorgott országról országra, az iráni lovagok új király után néztek. Az arab trónon ülő kígyókarú Dahákot választották, akinek első cselekedete volt, hogy felkutassa Dzsamsédot és megölje. Erre Kínában került sor. A hatszáz évig uralkodó Dzsamséd trónjával együtt pusztult el.
Dahák egy éjjel álmot látott, amelyben harcosok támadnak rá és Damávand hegyére hurcolták. Az álom megfejtéseként megtudta, hogy egy hős, akit ő juttatott árvaságra meg fogja őt ölni. A valóságban csakugyan született egy ifjú, akit Firédúnnak hívtak, apja Dzsamséd unokája, anyja Farának volt. Dahák mindent tűvé tett, hogy ezt az ifjút megtalálja, de csatlósai csak apját, Ábtínt találták meg, akit a Dahák vállaiból kinövő kígyó falt föl. Farának bujdosni kényszerült. Firédún születésekor jelent meg a káprázatos Birmáje, a csodatehén, akinek Farának nevelésre átadta a fiút, de Dahák a tehenet is megölte. Anyja elbujtatta Firédúnt az Alburz hegységben, aki mikor felnőtt, elhatározta, hogy bosszút áll Dahákon. 

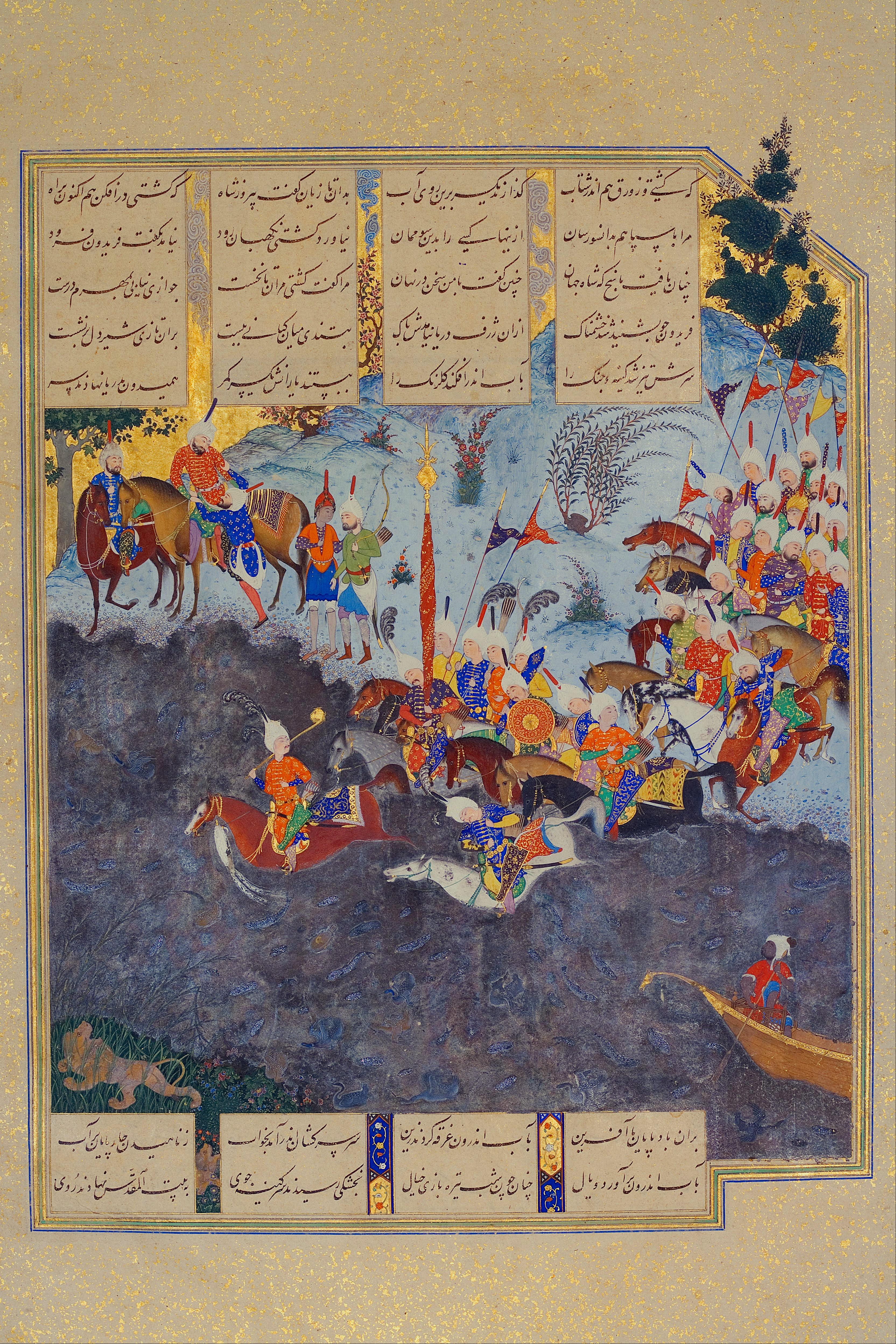
Firédún ökörfejes kopjával a kezében átvezeti seregét a Tigris folyón

Dahák egy évezredig uralkodott Irán trónján, vérbe, sötétségbe taszítva az országot, sanyargatta népét, ölt, rabolt és parázna módon élt. Éjjelente két ifjút áldoztak kígyókarjainak, akiknek agyvelején a szörnyeteg táplálkozott. Egy nap két barát elhatározta, hogy megmentendő az áldozati ifjakat, szakácsnak állnak, és legalább az egyik áldozatot kiszabadítják a démoni király karmai közül. A tervük az volt, hogy bár az egyik ifjú elvész, a másik helyett birkaagyvelőt szolgálnak fel a kígyóknak, és a csere nem tűnik fel. Az így megmentett vitézeket a hegyekbe küldték, ahol azok csapatokba verődve éltek. A legenda szerint a ma élő kurdok tőlük származnak.
Dahák országában mélységes az elégedetlenség királyuk ellen, de szólni senki nem mer. Firédúnhoz fordulnak, aki sereget kovácsol a lázadni vágyó széles néptömegekből. Ennek hírére Dahák démonokkal vegyes serege megtámadja Firédúnt, aki bivalyfej buzogányával megveri, de nem öli meg, mert egy angyal tanácsára inkább a messzi Damávad hegy kietlen ormaihoz hurcolja, ahol megkötözve, szögekkel kiverve szenved évszázadokig. Firédún visszavonja Dahák szörnyű törvényeit, és ötszáz éves uralkodása alatt békét hoz a munkájukhoz immár visszatért alattvalóinak.
Firédun felosztotta birodalmát fiai, Szalm, Túr és Iradzs között. Mivel Iránt a legfiatalabbnak, Iradzsnak adta, békétlenség tört ki a három testvér között, amiben Iradzsot megölték. Ez a gyilkosság hatalmas bosszúállási sorozatot indított el; évszázadokon keresztül kegyetlen háború dúlt a letelepedett iráni és a közép-ázsiai nomád turániak között. Iradzsnak volt egy lánya, akinek fia Manócsihr, nagyapjához, Firédúnhoz került nevelésre. Miután az ifjú felcseperedett, apja gyilkosai ellen indult, és csatában megölte nagybátyjait. Túr és Irádzs országai között hosszú évszázadokig tartó háború tört ki. Ez a viszály alkotja a Sáhnáme költemény alapmotívumát, amelynek két hőse a turk Afrjászijáb király (Túr unokájának, Pasangnak a fia) és Rusztem, a nemes, nagy múltú iráni család kiváló sarja.

### Zál, Szám fia
Szám, Dzsamséd leszármazottja, a Szisztáni dinasztia hőse, Narímán fia, az iráni sah, sokáig hiába vágyott fiúgyermekre, pedig számtalan ágyasa volt. Egy nap azonban jelentették neki, hogy egyik felesége fiút szült, Zált, ám annak haja őszfehér. Szám ezért megtagadta őt, mivel azt hitte a démon Ahrimán gyermeke, és száműzte az Alburz hegység kietlen vidékére. Ott a csecsemőt kitették a sziklák közé, ahol egy nőstény oroszlán táplálta. Szímurgh, az óriásmadár azonban elragadta a védtelen gyermeket az oroszlántól, elvitte fiókáinak táplálékul, de azok Isten sugallatára nem tépték szét, sőt etették, vérrel itatták, míg fel nem cseperedett. Erejének, vitézségének híre ment, így Szám is megtudta, hogy fia, Zál életben maradt. Tanácsadói elítélték hajdani tettét és kérték, találkozzon fiával, és kérjen bocsánatot Istentől, akinek parancsát megszegve egy szem gyermekét, isten ajándékát eltaszította magától. Szám bocsánatért esedezett, Istenhez imádkozott, és felkereste a hegyet, hogy Szimurghtól visszakérje gyermekét, amit a madár teljesített. 

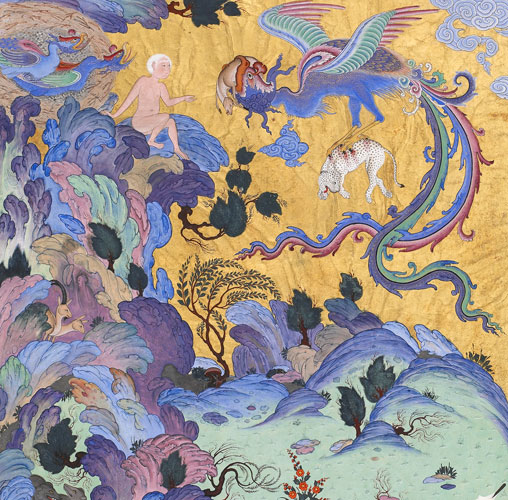
Zált Szimurgh madár táplálja

#### Zál és Rúdábe
Kabulisztán királya, Mihráb Zálnál vendégeskedett, hogy mint hűbéres, és Zál apjának, Számnak a lekötelezettje, lerója hódolatát a fiúnak, aki kalandozásai során épp arra vetődött. A kabulisztáni uralkodó meghívta országába Zált, de mivel Mihráb más vallásúnak számított, Zál udvariasan bár, de visszautasította a meghívást, megsértve ezzel Kabulisztán uralkodóját. Mihrábnak volt egy csodaszép lánya, Rúdábe, akibe Zál látatlanul is, csupán az elmondások alapján beleszeretett. Rúdábe – bár még nem látta Zált – kíváncsi lett a hősre, és tervet eszelt ki, hogy személyesen is megismerje a város előtt táborozó ifjút, hiszen apja leírása igencsak tűzbe hozta őt Zál iránt. Elküldte öt szolgálólányát, hogy lessék meg a vitézt, írják le őt neki és tudakolják ki szándékát. Zál találkozott a lányokkal, akikre igen jó benyomást tett, kérte őket, hogy beszéljenek meg találkozót Rúdábéval, ami egy éjszaka létre is jött. Zál a lány hajfonatán felmászott Rúdábe erkélyére és mivel mindketten látták, hogy a róluk szóló elbeszélések valóságosak, szent fogadalommal el is jegyezték egymást. A házasságnak csak a két uralkodó, Zál és Rúdábé apjának eltérő vallása szabhatott volna gátat, de mindkét uralkodó beleegyezett a frigybe. Mielőtt hivatalosan is egybekeltek, a bölcsek találós kérdéseket tettek fel Zálnak, aki mindre megfelelt, bizonyítván okosságát és műveltségét. Amikor a pár összeházasodott, a frigyet mindkét nép kitörő örömmel üdvözölte.
Amikor eljött az ideje, Rúdábe várandós lett, ám a szülés előtt rosszul lett, elájult, úgy tűnt a szülést nem éli túl. Zál tehetetlennek érezte magát, rettenetes bánatában egykori nevelőjéhez fordult. Az óriásmadár Szímurgh azt tanácsolta, hogy vágják ki a csecsemőt Rúdábé hasából, és a keletkezett sebet egy tollának segítségével varrják össze, így az asszony túléli a beavatkozást és szépsége is megmarad.

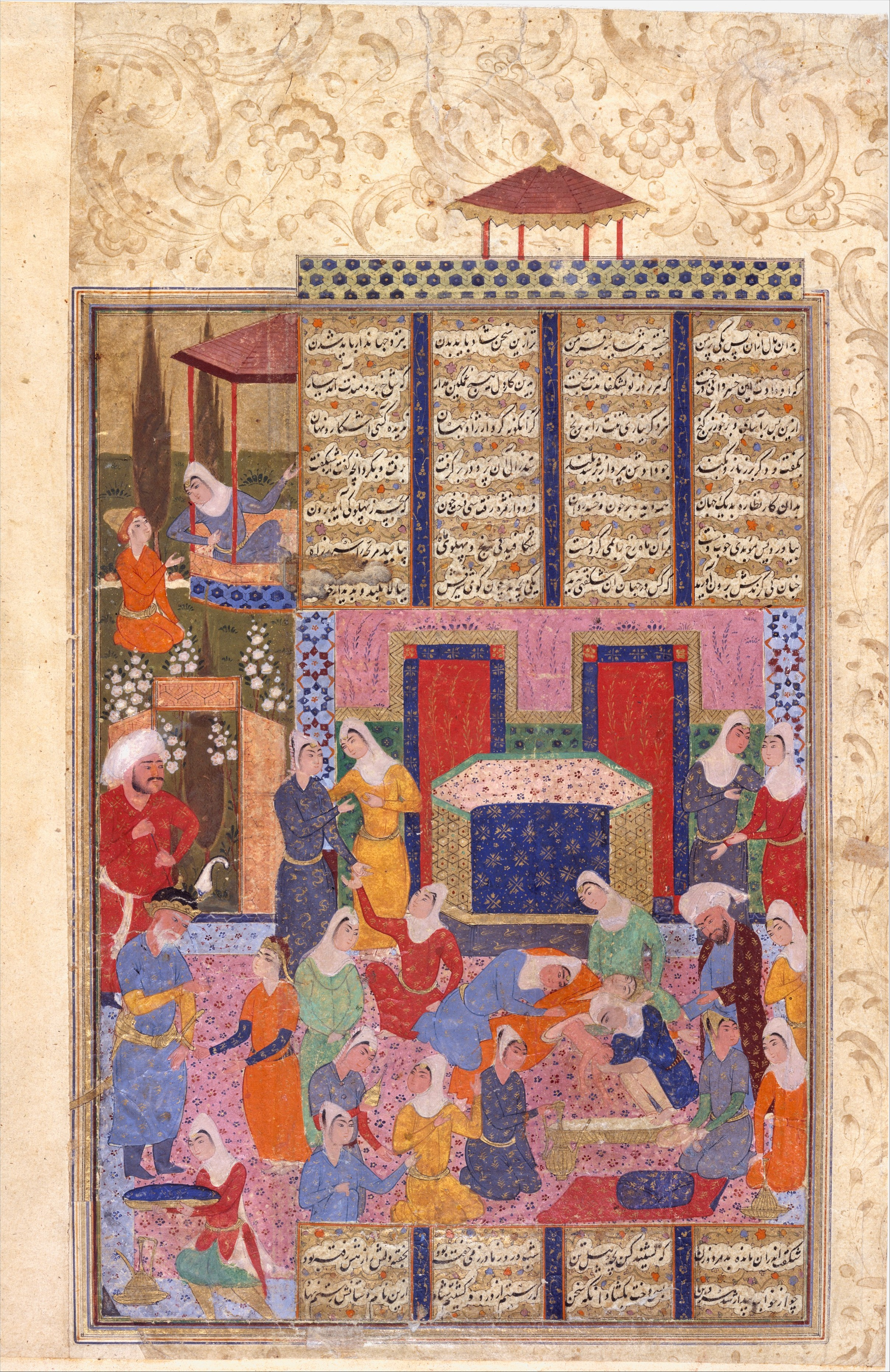
Rusztem születése

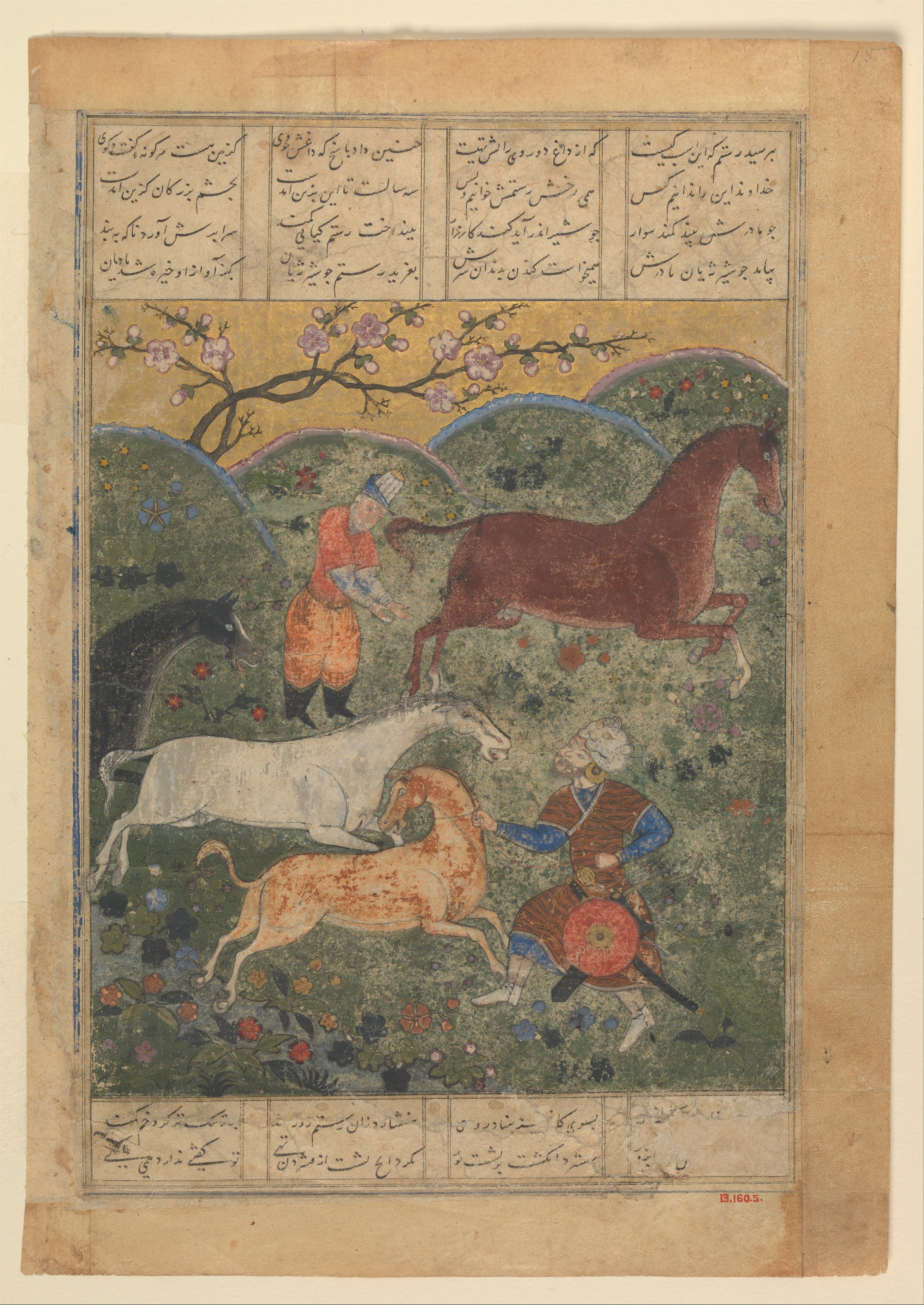
Rusztem befogja Raksha lovát

### Rusztem
A született gyermeknek a Rusztem nevet adták, ami azt jelenti, hogy „én teremtettem”. A hírt azonnal elvitték Zál apjának, Számnak, aki büszke volt unokájára. Rusztem nevelését több dajkára bízták, akik alig győzték a szoptatását, így a fiú koránál sokkal idősebbnek látszott és erősebb is volt. Már ifjúként hőstetteket hajtott végre. Egy alkalommal, miután egy megvadult elefántot ütött le egyetlen csapással, apja, Zál úgy vélte, fia elég nagy már ahhoz, hogy bosszút álljon dédapján, Narimánon, aki cselvetés áldozata lett, és életét vesztette a Fehér vár ostroma során.
Rusztem szót fogadott apjának, sóárusnak adva ki magát karavánt szervezett, és ezzel a csellel a Fehér vár belsejébe jutva, embereivel elfoglalta azt, és lemészárolta a védőket.
Amikor Garsászp sah meghalt, az Irán trónjáért vetélkedő egyik király, az ellenséges Afrászijáb sah hadat vezetett a Zál király által uralt Szipandzsáb területre. Zál Rusztemre bízta a betolakodó kiűzését, aki először fegyvert és lovat választott. Amikor a ménest Rusztem elé vezették, az rátette kezét a lovak hátára, de azok megrogytak a hős keze alatt. Egy ló azonban ellenállt, ezt a lovat Rakshának nevezték. A csikósok elmondták, hogy azt Rusztemnek szánták már csikó kora óta. Rusztem híres lovas lett hát Rakhsának köszönhetően.

#### Mázenderán
Az iráni nagy sah, Káósz, mivel úgy vélte, hogy hatalma végtelen, gazdagsága nagy, kiszemelte magának a démonok lakta Mázenderán vidékét. Elbizakodottságában megerősítette őt egy dalnoknak öltözött démon, aki Mázenderán paradicsomi szépségéről mesélt. A király vakmerőn sereget szervezett és összehívta a környék uralkodóit, hogy támogassák őt hadjáratában. Eljutottak a követek Zálhoz is, aki próbálta lebeszélni Káószt az egyenlőtlen küzdelemről, és nem tartott vele a hódításban. Káósz egy vezére, Gév, válogatott sereggel megtámadta Mázenderán várát, és lemészárolta az ott élőket. A város királya, maga is démon, tehetetlen volt, segítséget kért az erős Fehér Dévtől, aki sötétségbe borította az irániak serege felett az eget, dárdák és parittyakövek záporoztak Káósz seregére, akik rémületükben hazáig futottak. A hódítók nagy része azonban fogságba esett és megvakult, Káósz király is így járt, és kétségbeesetten kért segítséget Záltól. Zál a démonkirály ellen Rusztemet küldte harcba, aki örült az alkalomnak, hogy kipróbálhatja erejét és bátorságát. Nyomban felnyergelte Rakhs lovát, és elindult Mázenderán falai alá.
Az út során, amint megéhezett, vadszamarakat (gór) ejtett el, pont azon a vidéken, ahol egy vérszomjas oroszlán volt az úr. Útközben megpihentek, és miközben Rusztem aludt, az oroszlán rájuk támadt, de a lova széttépte őt.
Továbbmentek, és miután vizet keresve hatalmas forró pusztaságon keltek át, egy kossal találkoztak, aki elvezette őket a forráshoz. Miután oltották szomjukat, a hős lefeküdt, nem tudván, hogy a forrás és környéke egy hatalmas sárkány nyugvóhelye. Ahogy a sárkány meglátta az alvó hőst, rátámadt Rusztemre, de a lova még idejében észrevette és megakadályozta a támadást. Rakhs többször felébresztette Rusztemet, aki az éj leple alatt nem látta a sárkányt, és nem hitte el a támadást sem. Ez háromszor megismétlődött, míg negyedjére a hős felkelt és megküzdött a szörnyeteggel, a lova segítségével megsemmisítette őt.
További vándorlásaik során egy forráshoz értek, ám ez varázslók forrása volt, és itt egy boszorkány lakott. Finom étket és bort helyezett a forrás mellé, hogy elcsábítsa Rusztemet, ő maga pedig szépséges lánnyá változott. Rusztem egy lantot is talált a közelben, és a lánnyal édes-bús dalokat énekelt: néki az a sorsa, hogy csatában szolgáljon, és így nem élvezheti ezt a sok földi szépséget, ami az egyszerű embereknek megadatik. Rusztem nem tudta, hogy a ifjú leányba ekkor már legnagyobb ellensége, a dévek királya, a bősz Ahrimán költözött, aki leány képében együtt énekelt Rusztemmel. Amikor Rusztem az Istent kezdte dicsérni, a démon leleplezte magát, hiszen a dévek nem magasztalhatják Istent. Azonnal elhagyta a lányt aki rögtön csúf öregasszonnyá változott. Rusztem ekkor kardjával kettévágta.
A hős Rusztem továbbment Mázendrán földjén, és mikor elfáradt a nagy hőségben, egy mező szélén pihent meg. Elengedte lovát, aki a szomszédos szántóföldön keresett élelmet magának, feldúlva a vetést. Rusztem ezzel kivívta a földtulajdonos, Úlád haragját, aki seregével a betolakodó ellen indult. Rusztem legyőzte őket, és Úládot megkötözte. Megígérte, hogy elengedi, ha megmutatja Fehér Dév várát, ahol Káosz raboskodik, az, akinek a kiszabadítására indult. Egyúttal megígérte azt is, hogy Mázendrán királyává teszi, ha mutatja az utat.
Úlád engedelmeskedett, de óvta azoktól a nehézségektől is, amik az út során a hőst érhetik. Rusztem, kötélre fogva vezette maga előtt Úládot, amíg el nem érkeztek az Ilbrusz hegységhez, ahol már Fehér Dév volt az úr. Itt esett fogságba annak idején Káósz sah is.
Mázenderán várát a hatalmas Arzsang démon őrizte, de Rusztem egy szempillantás alatt végzett vele, seregét megfutamította. Káosz király kiszabadítása előtt már nem volt akadály, azonban a sah kérte, hogy Fehér Dévet pusztítsa el először, addig, amíg a dévek szövetségre nem lépnek Rusztem ellen. Egyúttal vegye a nagy démon vérét, mert neki és fogolytársainak vakságát csak a démon vérével lehet gyógyítani. Felkelt hát Rusztem a démon ellen, aki hegyi barlangjában aludt éppen, de Rusztem nem álmában ölte meg, hanem becsülettel kihívta párviadalra és így győzte le őt. Úládot, akit eddig pányván vezetett, kioldozta, és a démon szívét rá bízta, hogy visszatérve Káoszhoz és társaihoz az abból kicsepegő vérrel látásukat visszaadja. Miután a vak király és fogoly alattvalói visszanyerték látásukat, Káósz örömében Mázenderán trónját Rusztemnek ajándékozta, aki nem fogadta azt el, hiszen ígéretéhez híven az Úládot illette. Rusztem átadta hát neki, hogy Úlád uralkodjon ezentúl Mázenderán vidéke fölött.

#### Rusztem és Szuhráb

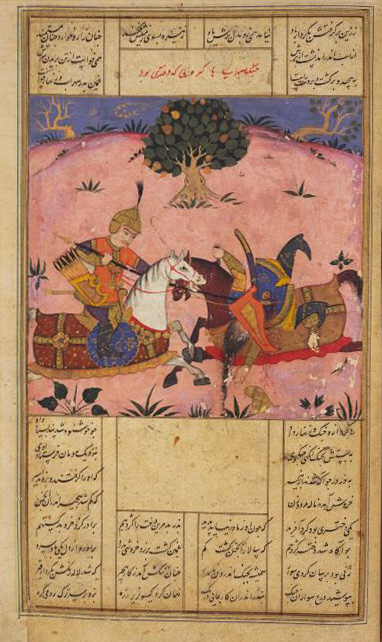
Szuhráb harca Gurdafaríddal

Egy alkalommal vadászat alatt, miközben Rusztem lepihent, csodás lova, Raksh elkóborolt. Türk pásztorok csapdát állítottak a lónak és ellopták, így Rusztem kénytelen volt elgyalogolni a legközelebbi városba, Szamangánba, hogy új paripát szerezzen magának. A város ura nagy örömmel fogadta a hőst, megígérte, mindent megtesz, hogy lovát visszaszerezze, egyúttal nagy ünnepséget rendezett Rusztem tiszteletére. Az ünnepség hajnalán, amikor Rusztem még bódult volt az este elfogyasztott italoktól, egy szolgálólány kíséretében megjelent Szamangán sahjának lánya, Tahmíne, és Rusztemtől gyermeket akart. Rusztem nagy ünnepség keretében nyomban elvette a feleségül a lányt, majd örömmel teljesítette kívánságát, gyermeket nemzett vele. Ám hősi teendői elszólították, elbúcsúzott újdonsült asszonyától, de emlékül egy karperecet hagyott nála, ha fia vagy lánya születne, akkor azt adja neki, emlékeztetve, ki volt az apja. Kilenc hónap múlva megszületett fia, Szuhráb, akinek származását nagyapja és anyja nem fedte fel. Apjához hasonlatosan igen korán hatalmas erőről tett bizonyságot, és amint felcseperedett, Rusztemhez méltó hőssé vált, hatalmas erejét már korán csatákban próbálta ki.
Egy napon édesanyja elé állt, és rákérdezett származására. Tahmíne elmondta, hogy ő Rusztem fia, és ha a hős tudná, hogy fia hozzá hasonló nemes vitéz, biztosan elszólítaná őt maga mellé. Szuhráb úgy gondolta, hogy Irán trónja nem Káószt illeti meg, hanem apját, aki széles földön ismert volt bátorságáról, ezért nyomban sereget szervezett, hogy Káószt letaszítsa Irán trónjáról. Túrán uralkodóját, Afrászijábot is le akarta igázni, hogy ő legyen a legnagyobb úr a türk, turáni és iráni vidékek felett. Lovat szerzett, Raksh csikóját, és sereget szervezve hadba vonult Irán ellen, útközben felégetve városokat, falvakat. Nem tudta, hogy Káósz szövetségese és hű vitéze Rusztem, aki védelmezi majd az iráni trónt. Afrászijáb hírét vette Szuhráb tervének, és úgy gondolta, kihasználja az ifjú hevületét, és támogatta a Káósz sah elleni hadjáratát, sőt még két erős harcost is adott mellé, Húmánt és Bármánt.
Az első ütközet az iráni végvár, a Fehér Erőd alatt történt, aminek ura Gusztaham volt, védője Hadzsír, a híres harcos. Szurháb őt könnyedén legyőzte, de megkímélte életét, és foglyul ejtette. Gusztaham lánya, Gurdáfaríd, aki szégyenkezett Hadzsír kudarcán, páncélt öltött, és kilétét elrejtve kihívót keresett a csatamezőn. Szembe találta magát Szuhrábbal, és megküzdött vele. 

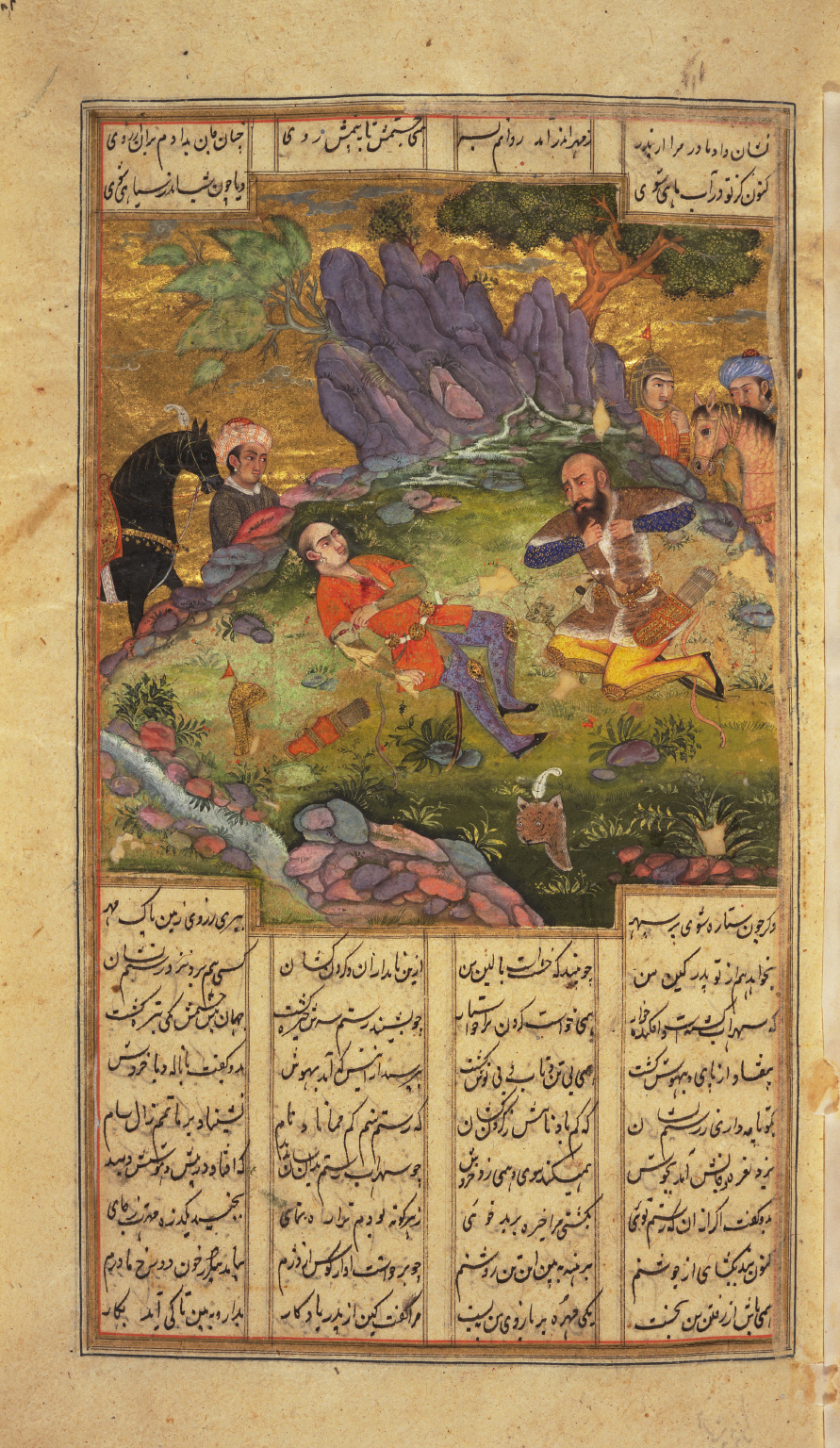
Rusztem csatája Szuhrábbal

Szurháb legyőzte a lányt, aki felfedte arcát a vitéz előtt, majd a lány egyezséget ajánlott: Gurdáfaríd a sereg előtt titokban tartja, hogy Szurjáb egy lánnyal harcolt, és a Türk vitéz így nem szégyenül meg katonái előtt, ennek fejében elengedi őt, és megkíméli a városiak életét, sőt Szurhábhoz megy feleségül. Szurhábot megigézte a lány szépsége, belement az egyezségbe, ám az éjszaka folyamán Gusztaham a lányával és a város népével együtt egy titkos kijáraton át elhagyta a várat. Szurháb, amikor bevette a várat, nem talált ott senkit. Szurháb nem is az elmaradt csatát bánta, hanem a bimbózó, beteljesületlen szerelmét Gurdáfaríddal.
Káósz nagy sah a betörő türk sereg ellen legerősebb embereit és hű szövetségeseit küldte, köztük Rusztemet, aki nem sejtette, hogy saját fiával szemben fog harcolni. Bár Szuhráb végigkérdezte az ellene hadba vonuló sereg kapitányainak nevét Hadzsirtól, az a felsorolásból Rusztemet kihagyta, félve, hogy Szuhráb nyomban rátámad, és legyőzi az irániak nagy reménységét.
Szurháb a harcokban a legerősebb vitézt kereste, titkon remélve, hogy Rusztemmel akad össze. Apjával nem megküzdeni, hanem megismerkedni akart. Erre lehetőség is nyílt volna, amikor a csatamező leghatalmasabb vitézével állt szemben, akitől hiába kérdezte a nevét, az nem mondta meg. Rusztem nem akarta, hogy Szurháb a nevével kérkedjen. Rusztem nem tudta, ki Szurháb, hiszen már annak fogantatása után továbbállt. A két vitéz egymással napokig személyes párbajt vívott. Sokáig egyenlő volt a küzdelem, hol Szuhráb, hol Rusztem kerekedett felül, majd Szuhráb erősebbnek bizonyult apjánál, aki hol csellel, praktikával, vagy hazugsággal kitért végzete elől.
Ekkor Rusztem arra kérte Istent, hogy adja vissza azt a kis erőt, amelyet ifjúkorában még ő kért, hogy elvegyék tőle, mert az ereje nagy teher volt számára. Ahogy megkapta a plusz erőt, legyőzte saját fiát, és kést döfött belé. Szurháb utolsó leheletével elárulta, hogy egész életében apját kereste, Rusztemet, hogy együtt uralkodhassanak a világon, ugyanakkor az apa fiának karján felismerte azt a karperecet, amit az anyjának adott, mikor együtt voltak sok évvel azelőtt. Rusztem ekkor döbbent rá tettére, hogy a saját fiát ölte meg. Fájdalmában ruháját tépte, és azonnal szalajtott Káósz vezérhez, akinek csodagyógyszere feltámaszthatja még a fiút. Káósz megtagadta tőle az éltető italt, attól félt, hogy Rusztem és Szurháb szövetsége végül majd az ő trónját veszélyezteti. A fiú meghalt, gyász borult az egész táborra, de a legnagyobb Rusztemre, aki mélységes fájdalmában a poklok kínjait élte át. A legnagyobb gyász Szurháb édesanyjáé volt, aki csak egy évvel élte túl fiát.

#### Rusztem és Akván démon
Egy alkalommal Huszrau királynak jelentették, hogy a királyi ménesbe betört egy rendkívül szilaj vadszamár, és tizedeli a lovakat. Mivel a király úgy vélte, lovainál egyetlen szamár sem lehet erősebb, azonnal démon jelenlétére gyanakodott. Meghívta Rusztemet, szálljon szembe a gonosszal, hiszen csak ő képes ilyen erőt leküzdeni. Rusztem úgy döntött, hogy ahelyett, hogy megölné a vadszamarat, fogságba viszi, és a sah elé hurcolja, de a dév megszökött. A napokig tartó üldözés során, amikor egyszer Rusztem elaludt, a démon elfogta a vitézt és megragadta, hatalmas erővel a tengerbe dobta, ahonnan csak nagy nehézségek árán tudott kimenekülni. Amikor visszatért, nem találta lovát, ezért annak keresésére indult. Egy túráni ménesben akadt rá, és bosszúból az összes lovat elhajtotta. Afrászíjáb túráni sah ménese védelmében Rusztemre támadt, de az legyőzte a sah embereit, ám ekkor feltűnt Akván démon, aki csodálkozva látta Rusztemet élve. A vitéz, kihasználva a démon zavarát pányvát vetett rá és végzett vele. 

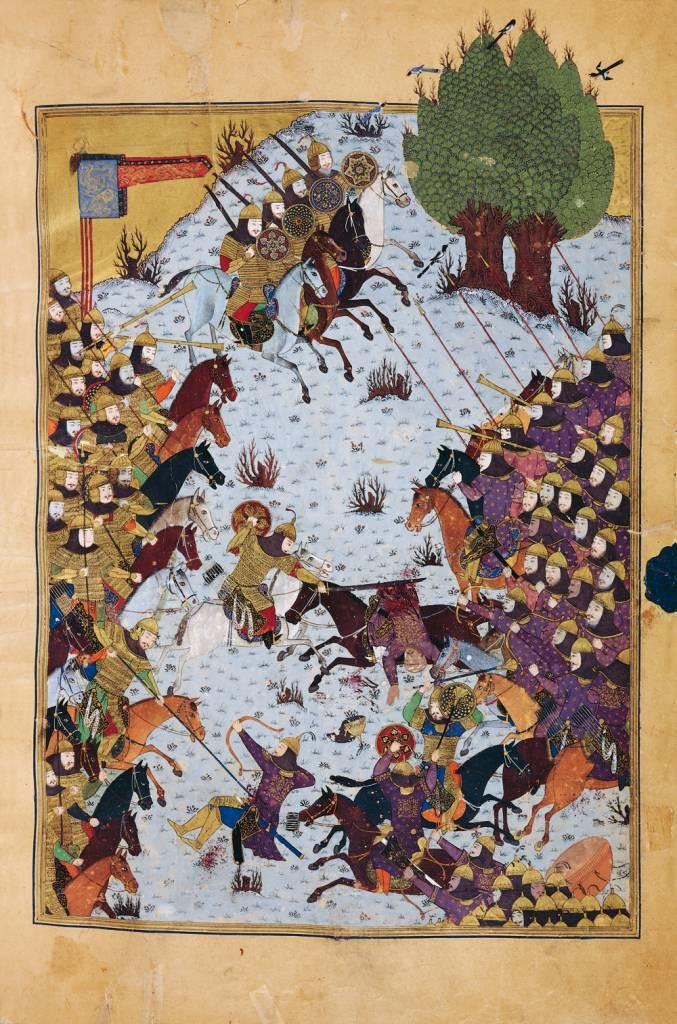
Khuszrau iráni sah, Rusztem vezette serege megütközik a turáni Afrászijáb harcosaival

#### Bézsán és Menázsé
A gazdagságban és jólétben uralkodó Huszrau királyhoz örmény követek járultak, kérve őt, hogy mentse meg őket a túrániak földjéről rájuk támadó vadkanoktól, akik feldúlják mezőiket, erdeiket, veteményeiket. A sah kincseket ajánlott fel azoknak a vitézeknek, akik megszabadítják örmény barátait a bestiáktól. Jelentkezett Bézsán, a nagy hírű harcos, aki a vaddisznók elleni harcra Gurgin vitézzel együtt útnak is indult a vész leküzdésére. Bézsán szembeszállt a vadkanokkal, de társa Gurgin gyáván megfutamodott a küzdelem elől. Hogy ne kerüljön szégyenbe, mielőtt hazatérnek iráni földre, elhatározta, hogy csapdába csalja Bézsánt, felkeltve érdeklődését egy Túránban elterülő tisztás iránt, ahol a túráni sah, Afrászijáb szépséges lánya, Menázsé a megszokott éves tavaszünnepet tartja társnői társaságában.
Bézsán megleste a lányt, és azonnal beleszeretett. A lány is látta a vitézt, aki megtetszett neki, és elküldte hozzá szolgálóját, hogy tudakolja ki: ki ő és mit keres ott? Miután megtudta, hogy a férfi iráni földről való, sátrába invitálta, és együtt töltött vele egy éjszakát. Bézsán megigézve az ünneplő lányok és különösen Menázsé társaságától, képtelen volt szabadulni körükből. Menázsé olyan szerelmes lett a fiúba, hogy úgy döntött, elkábítja a fiút és rejtve hazaviszi Túrán fővárosába, apja palotájába és eltitkolja őt. Bézsán kábulatban múlatta az időt Menázséval, amíg ottléte ki nem tudódott. Ekkor Afrászijábhoz hurcolták, aki halálra ítélte, mivel az iráni vitéz megcsúfolta lánya tisztességét. Már a vesztőhelyet ácsolták, amikor egy túráni harcos meggyőzte a sahot, hogy kegyelmezzen meg Bézsánnak, vesse inkább tömlöcbe, így élete megmarad, mégse tüzeli fel oly nagyon az iráni sah, Khuszrau haragját katonája elvesztése miatt. Afrászijáb hajlott a szóra, Bézsánt tömlöcbe vetette, a lányát pedig arra ítélte, hogy egyszerű fehér lepelbe burkoltan koldulással szerezzen élelmet magának és Bézsánnak is, ha nem akarja, hogy az éhen haljon börtönében.
Eközben Gurgin visszatért Iránba, és a sahnak elmesélte, hogy útközben elkerülte társát, ezért Bézsánról nem tud híreket. Mondandójába belezavarodott, ezért Khuszrau láncra verette és börtönbe zárta. A sah belenézett mindent látó serlegébe, amely megmutatta neki, hogy Bézsán él és túráni fogságban van. Khuszrau nem nyugodott bele vitéze vesztébe és Rusztemet hívta segítségül Bézsán kiszabadítására.
Rusztem álruhában, gazdag kereskedőnek adta ki magát és Túránba indult, ahol megtudta az igazságot Bézsán és Menázsé felől. Menázsé segítségével csellel a fogoly Bézsán tudtára adta, hogy ő jött a kiszabadítására, amit vitéz segítőivel együtt végre is hajtott. Kiszabadította Bézsánt, és hadra kelt Afrászijáb ellen, hogy megbosszulja a Bézsánnal szemben elkövetett méltánytalanságot. Menázsét Iránba küldte, Bézsán azonban részt vett a bosszúhadjáratban. Rusztem hatalmas sereget gyűjtött, és Afrászijáb ellen vonult. Legyőzte őt, majd kincsekkel megrakodva visszatért Iránba, Khuszrau udvarába, ahol diadalünnepet ültek.
Afrászijáb elbujdosott, és lelkiismeret-furdalással telve gyötrődött egy barlangban, ahol bár Firédún egy leszármazottja megtalálta őt és fogságba ejtette, de kiszabadult, és egy folyóba menekült. Innen Huszrau emberei csellel kicsalták és megölték.

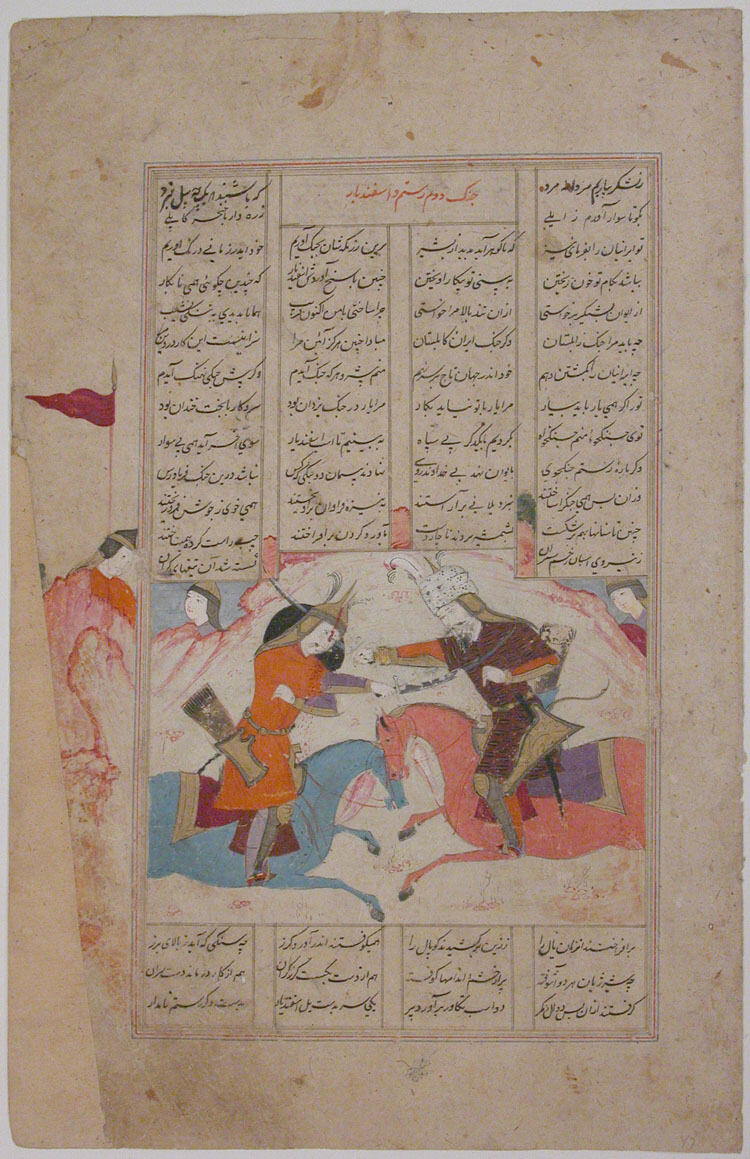
Rusztem megöli Iszfandijárt

### Gustászp, Iszfandijár és a zoroasztrizmus megjelenése
Gustászp sah uralkodása alatt Zarathustra próféta, aki elhozta a világteremtő Isten üzenetét és ezzel a szent tüzet, Irán vallása a mazdaizmus lett. A sah szent háborút indított Ardzsászp sah turáni király ellen, aki elutasította a zarathusztrai vallást. Rusztem sem vette át az új vallási tanokat, ezért ellenségnek számított. Gustászp fia Iszfandijár irtotta a bálványimádást, lerombolta a buddhista szentélyeket és szobrokat. Ardzsászp sahhal való hadakozása közben hét kaland után győztesen fejezte be a háborút. Ardzsászp sahot, aki még Gustászp lányait is elrabolta, Iszfandijár leszúrta, ám győzedelmes tetteivel csak apja féltékenységét szította fel. Hogy eltávolítsa a hatalom közeléből, Gustászp új küldetésre sarkalta fiát: fogja el az eretnek Rusztemet, és bilincsben hozza elé.
Iszfandijár húzódozik, túlságosan tiszteli Rusztemet ahhoz, hogy harcba bocsátkozzon vele, de apja parancsának nem mondhat ellen, a fiúi kötelesség mindennél előrébb való. Elindul hát a Rusztem uralta vidékre, mivel úgy gondolja, talán meg tudja győzni az ősz vitézt, hogy az önszántából tartson vele, így nem kerül sor a küzdelemre. Rusztem jóindulattal fogadja az ifjút, és megbeszélik, hogy közös étkezés és italozás közben idézik fel kalandjaikat. Iszfandijár azonban nem hívta meg Rusztemet a vacsorára, így az megsértődik, és szándékukkal ellentétben mégis konfliktus alakul ki az idős legendás lovag és Iszfandijár között. Érdemeik felemlegetésével próbálják biztosítani egymást tiszteletükről, ugyanakkor Iszfandijár nem mulasztja el megemlíteni, hogy míg ő a nagy iráni sah gyermeke és örököse, addig Rusztem csak vazallus, így engedelmességgel tartozik nekik. Megkéri hát az idős vitézt, hogy színleg hagyja magát megbilincselni, és Gusztászp sah előtt ő majd szószólója lesz, kegyelmet kér számára. Természetesen Rusztem ebbe nem egyezik bele, ezért elkerülhetetlenné válik, hogy a két vitéz megküzdjön egymással. A csata napján megegyeznek, hogy csak ők ketten harcolnak, megkímélve ezzel harcostársaik életét. Rusztem el is küldi magától seregét, és a két legendás harcos egymásnak esik.
Javában dúl a harc, ám nem bírnak egymással. Hol az egyik, hol a másik kerekedik felül. Rusztem távolban állomásozó serege ekkor észreveszi Iszfandijár katonáit, nem bírnak ellenállni a kísértésnek, csatába kevertednek. Iszfandijár seregében harcol annak két fia is, akik elesnek az ütközetben. Meghallván a hírt Iszfandijár éktelen haragra gerjed, Rusztemet cselvetéssel gyanúsítja, minden tiszteletét feladva a legendás hősnek esik, nyilak százait lövi felé. Rusztem képtelen védekezni, súlyos sebekkel borítva menekülőre fogja. Visszaszalad a palotájába, ahol elpanaszolja apjának, Zálnak, csúfos vesztét Iszfandijárral szemben. Elmeséli, hogy hiába minden erő és ügyesség, Iszfandijár ereje nagyobb az övénél, nincs mit tenni, el kell bujdosnia a sah gyermeke elől, ha menteni akarja életét. 

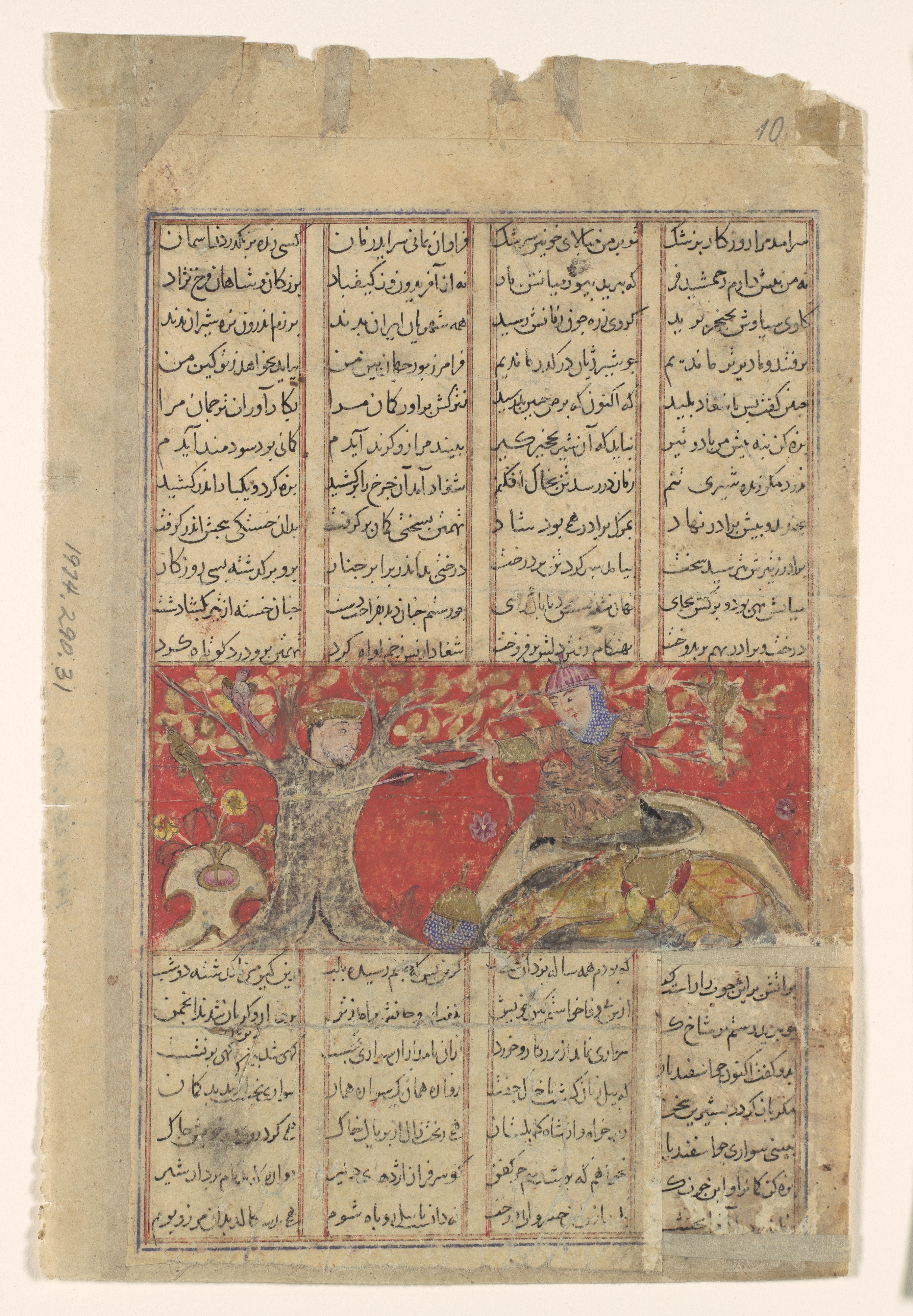
Rusztem megbosszulja saját eljövendő halálát, nyílvesszejével a fához szegezi áruló féltestvérét, Sagádot

Zál vigasztalja, és a mitikus Szimurgh madarat hívja segítségül, aki Zált annak idején felnevelte. A madár, tollának segítségével begyógyítja Rusztem sebeit, és azt tanácsolja neki, hogy színleg adja fel magát Iszfandijár előtt. A madár sejteti, hogy az iráni herceg csatázni akar majd vele, ekkor egy varázserejű tamariszkuszból készült nyílvesszővel, aminek elkészítésében a madár segítséget nyújt, lője ki Iszfandijár szemét.
Rusztem megfogadja Szimurgh tanácsát, könyörög Iszfandijárnak, mindent megígér, csakhogy mentse életét, azonban a sah fia Rusztem vesztét akarja, csatára hívja. Rusztem ekkor előveszi a varázserejű vesszőt, és megvakítja Iszfandijárt, aki utolsó leheletével közli Rusztemmel, hogy megbocsát neki, a végzetét nem az agg hős okozta, hanem saját apja, Gusztászp sah, aki végtelen kapzsiságában és irigységében arra kényszerítette, hogy megküzdjön Rusztemmel.
Gusztászp sah is meghasonlott önmagával, hogy féltékenységből és hataloméhségéből halálba küldte fiát. Családja, tanácsadói, főemberei elhagyták, sőt népe is ellene fordult, amiért Iszfandijárt a köztudottan legyőzhetetlen Rusztem ellen küldte harcba, a biztos pusztulásba.

### Rusztem halála

#### Sagád
Zál háremében egyik rabnőjének fia született Záltól. Ez a gyermek, aki erejével és nemes vonásaival, csakúgy mint féltestvére Rusztem, már korán kitűnt, az udvari jósok szerint bajt hoz majd Zabulisztánra, ahol Rusztem és családja élt, ezért a Kabuli király kegyeibe ajánlották, ahol felcseperedett. A neve Sagád volt. A kabuli király annyira megkedvelte, hogy hozzáadta lányát, és magas pozícióba helyezte. Mivel Kabul Zabulisztán és Irán hűbérese volt, azok jelképes adót – egy tehénbőrt – követeltek tőle, amit évente be is hajtottak. Sagád abban bízott, hogy most, hogy a kabuli király vője lett, a kivetett adótól féltestvére Rusztem eltekint, ám nem így történt. Rusztem dühében, hogy az évenként beszedésre kerülő tehénbőrt nem kapta meg, feldúlta Kabult. Sagád megharagudott bátyjára, és bosszút forralt. Szörnyű csapdát állított neki, titokban abban is bízva, hogy ha ő pusztítja el Rusztemet, az egész világ tisztelni fogja ezért.

#### A csapda, Rusztem halála

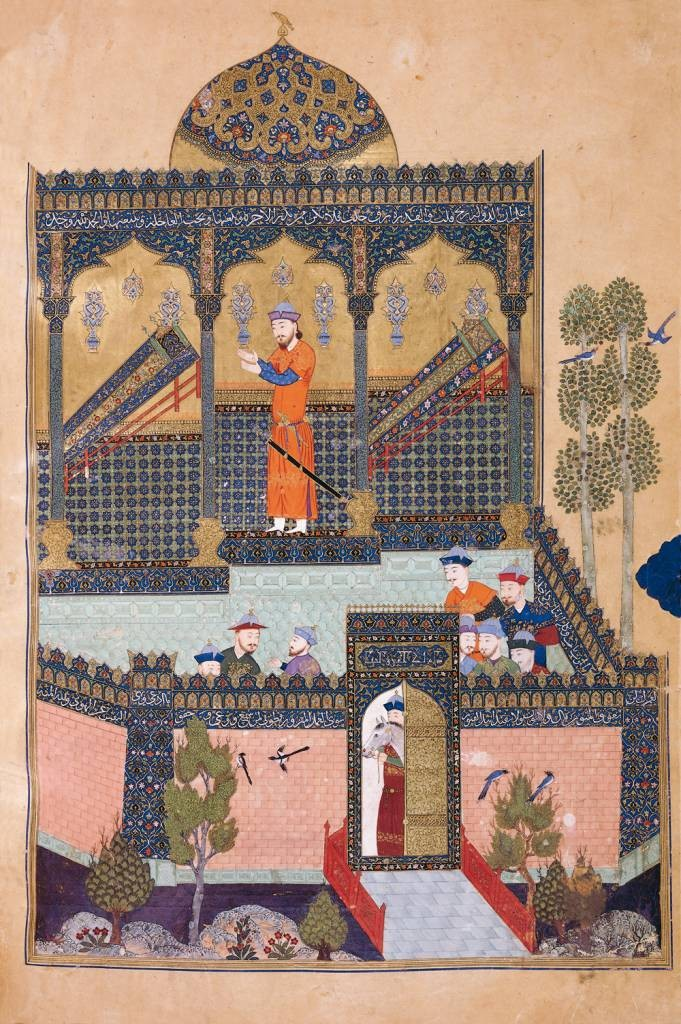
Rusztem fia, Farámarz gyászolja apját

Azzal az indokkal, hogy a kabuli király rosszul bánt vele, Sagád színlelt sértődéssel Zábulba megy, hogy felbőszítse féltestvérét, Rusztemet és annak apját, Zált a királya ellen. A csel beválik, Rusztem bosszút forral, sereget szervez és hadba vonul Kabul ellen. Sagád azonban a kabuli királynak meghagyta, hogy ásson a mezőkön mély, rejtett vermeket, kardokkal és dárdákkal bélelve, hogy Rusztem és serege bennük lelje halálát, ha Kabul felé lovagolnak. A király Rusztem elé ment, és bocsánatért esedezett, és az ősz lovag megbocsátott neki. Majd miután vadászatra hívták őt és vezéreit, gyanútlanul lovagolt végig a rejtett vermekkel teleásott mezőn. Rakhs lova azonban megérezte a csapdát, ficánkolt a gödrök peremén, de végül nem talált fogódzót és beleesett egyikbe, ahol kések és kardok szabdalták szét lovasával együtt. Rusztem még kimászott a veremből, és Sagád kaján tekintetét látva rájött a cselszövésre. Utolsó erejével arra kérte féltestvérét, ne hagyja, hogy oroszlánok martaléka legyen, átadja neki íját és kérte, vessen véget az életének. Sagád ezt nevetve megtagadta, mire a sebekkel szabdalt vitéz utolsó erejével megfeszítette íját és célba vette a cselszövőt. Sagád egy fa mögé menekült, azonban Rusztem hatalmas erővel kilőtt nyilával a törzsön át a fához szegezte őt.
Rusztem imát mondott istenéhez, amiért megadta neki ezt az elégtétel, majd kilehelte a lelkét.

#### Megtorlás
Rusztem halálhíre mélységes megdöbbenést okozott a zabulisztáni udvarban. Apja, Zál, anyja Rudábé, fiai mélységes gyászba temetkeztek, fiai bosszút álltak Kabulisztánon: Fiának, Farámarznak a serege megtalálta Rusztem holttestét, illően eltemette, majd a kabuli király csapatai ellen vonult, és kegyetlen megtorlással állt bosszút apja halálán.

### Iszkandar

#### Dáráb
A kajánida trón birtokosa, Dáráb Dárábgird néven várost alapított egy lecsapolt tó partján, innen irányította birodalmát, amely uralkodása alatt virágzott, és egyre nőtt. Hatalmának növelése érdekében Rúm ellen támadt, ahol Failakúsz volt a király. A csatát Failakúsz elvesztette, és elmenekült az országból, így Dáráb leigázta Kis-Ázsiát. Később a rúmi király követet küldött Dárábhoz, kincseket ajánlott, hogy kímélje meg életét és visszatérhessen hűbéresként a trónra, ám Dáráb ennek feltételeként lánya, Náhid kezét kérte és hatalmas évenkénti adót. Ebbe Failakúsz beleegyezett, nagy pompával és ajándékokkal Dárábhoz küldte lányát, aki ekkorra Irán leghatalmasabb uralkodója, sah lett. Nászéjszakájukon azonban egy szerencsétlen pillanatban a király orrát megfacsarta Náhíd lehelete, ami olyan rossz szagú volt, hogy Dáráb megundorodott szépséges arájától. Hiába hívott orvosokat, hogy kigyógyítsák a betegségéből, hiába sikerült kellemes illatúvá változtatni őt, a király már nem tudott úgy tekinteni Náhídra, mint kedvesére. Eltaszította magától, visszaküldte apjához, nem tudván, hogy felesége már várandós volt tőle. Náhid kilenc hónap múlva meg is szülte gyermekét, akit arról a gyógynövényről nevezett el Iszkandarnak, amivel kellemetlen szagát elvették.

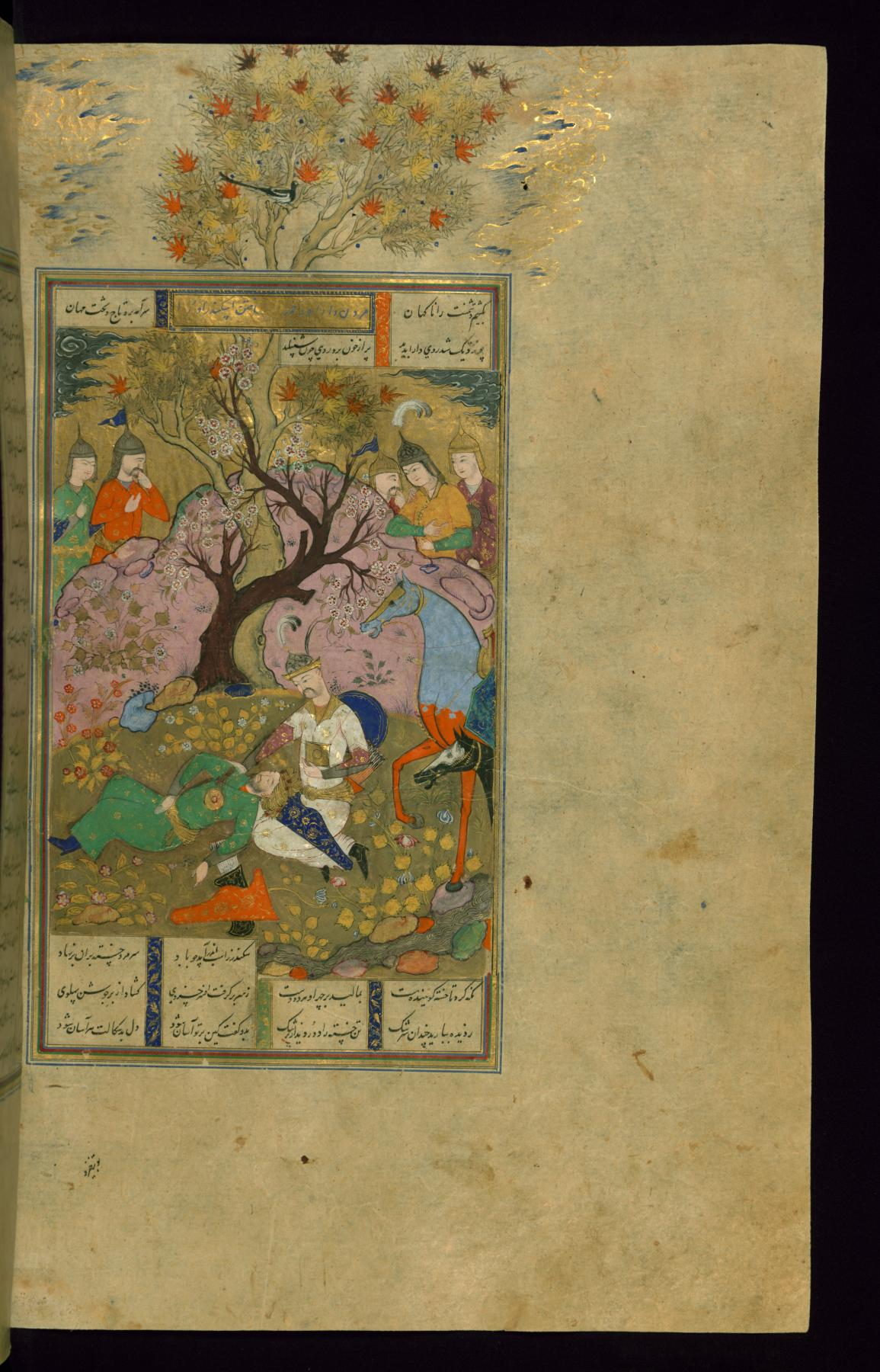
Iszkandar (Nagy Sándor) gyászolja a haldokló Dárát (Dáriuszt)

#### Iszkandar és Dárá
Ahogy Iszkandar cseperedett, egyre inkább bevezették az uralkodás tudományába, vitéznek nevelték, és ügyeltek arra, hogy Dáráb ne tudjon a létezéséről. Dárábnak eközben új asszonyától is fia született, Dárá, aki tizenkét éves volt, amikor apja, miután ráhagyta királyságát, meghalt. Ugyanekkor halt meg Iszkandar nagyapja, Failakúsz rúmi király is, aki Iszkandarra hagyta az uralkodás terhét. Egy napon Dárá követet küldött Rúm királyához, hogy adófizetési kötelezettségére figyelmeztesse az uralkodót, de Iszkandar nemet mondott, helyette kincstárát megnyitva hatalmas sereget toborzott, hogy Irán és ezzel féltestvére Dárá ellen támadjon. Az iráni sah ellentámadásba lendült, és a határon a két sereg farkasszemet nézett egymással.
Iszkandar, eltitkolva kilétét, maga vállalta el a követséget, és úgy fordította Dárá előtt a szót, hogy csak átvonulást kér az iráni sahtól. Dárának, aki nem tudta, hogy féltestvérével beszél, feltűnt az ifjú bölcsessége, királyi méltósága, és meghívta a „követet” ebédre, bár sejtette, hogy vendége maga a rúmi király. Erről bizonyságot is szerzett, amikor a Rúmba küldött követek visszatértek, és felismerték Iszkandart aki az éj leple alatt titkon elhagyta Dárá táborát, és kiismerve az iráni sah gyengéit támadást indított ellene.
A harc váltakozó sikerekkel folyt, mikor Dárá két tanácsosa úgy látta, hogy a harcokban a nagy Iszkandar kerekedik felül, úgy döntöttek, hogy jövőjüket megalapozandó árulást követnek el uruk ellen: orvul leszúrták, majd rohantak a hírrel Iszkandarhoz, hogy immár felesleges a csatározás, hiszen ellenfele halott. Dárá még élt, amikor Iszkandar rátalált. A sah átadta királyságát Iszkandarnak, figyelmébe ajánlotta családját és udvarnépét, különösen lányát, Rosankot, akibe amikor Iszkandar megismerte, azonnal beleszeretett. A két áruló tanácsadón Iszkandar kegyetlen bosszút állt: kivégeztette őket.
Így lett Iszkandar egész Irán sahja. Jó királyként mutatkozott be, egy ideig elengedte az adókat, pénzt osztott a népnek.

#### Iszkandar és Kaid
Uralkodása alatt Iszkandar bebarangolta országát, Iránt, és új kihívásokat keresett. A szomszéd birodalom India volt, melynek uralkodója Kaid, akinek behódolását el akarta érni. Kaid hajlott rá, hiszen félt Irán befolyásától, és látszólag biztosította az iráni követeket a hűségéről. Elmesélte, hogy négy nagy kincse is van, amit felajánl az iráni sahnak. Az első saját, szépséges lánya, aki nemcsak hogy szép, hanem felettébb okos is. Van egy serlege, amit ha egyszer megtöltenek borral, soha nem fogy ki utána. Van egy orvosa, aki olyan szereket ismer, hogy akinek szolgál, az soha nem lesz beteg. Végül az udvarában egy bölcs szolgál, aki olyan jó a jóslásokban, az okos beszédben, hogy mindig látja a jövőt és értelmezi az ott látottakat. Meghallván ezt Iszkandar, tíz bölcset küldött Kaid udvarába, kifürkészni, Kaid kincsei csakugyan olyan csodálatosak-e, mint ahogy azokról mesél. A bölcsek, ahogy meglátták a lányt, elámultak. A sah meggyőződött a többi ajándék valódiságáról is, a bölcs csakugyan bölcs volt, az orvos számtalan betegségre tudott hatékony gyógyírt, a kupából soha nem fogyott ki amit egyszer beletöltöttek. Így hát Iszkandar lemondott Kaid birodalmának meghódításáról, csak a négy kincset kérte az ind uralkodótól.

#### Iszkandar uralkodása és kalandozásai

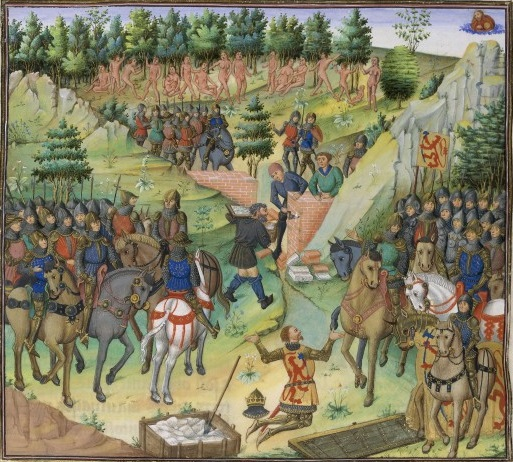
Góg és Magóg története: Iszkandar (Nagy Sándor) megvédi a várost: falat emel a két fosztogató szörny ellen

A sah bebarangolva birodalmát, újabb kihívásokat keresett. Nyugat felé indult hát, ahol egy mély tengerhez ért, amiből váratlanul egy hegy emelkedett ki. Iszkandar alattvalói, hogy védjék a sah életét, csónakba szálltak, hogy megvizsgálják a hegy természetét, ám a hegy egy hatalmas sárga halnak bizonyult, aki mikor észlelte, hogy felé hajóznak, lerántotta a csónakokat a mélybe. A parton várakozó Iszkandar áldotta istenét, hogy nem ő hajózott a vízen, ám éjszaka a tengerből kígyók másztak elő, az erdőkből vaddisznók támadtak rájuk, és csak nagy nehézségek árán tudtak a tenger mellől elmenekülni.
A következő kalandjuk a csonttalan-lábúaknál érte őket, akik bár fegyvertelenek voltak, de ellenséges szándékkal voltak az iráni sahhal és seregével szemben. Tekergőztek, izmos testükkel behálózták Iszkandar katonáit, akik keményen küzdöttek, hogy kiszabaduljanak szorításukból. Miután legyőzték őket, a sah egy városhoz ért, amit dolgos, becsületes emberek laktak, akik tisztességgel megvendégelték az uralkodót. A város mellett hatalmas, fénylő hegy állt, ahova Iszkandar fel kívánt kapaszkodni, a városlakók azonban óva intették, mivel a hegy túloldalán egy félelmetes, mérget lövellő sárkány lakott. Ezt a sárkányt ők éjjelente öt ökörrel etetik, de nem bírják már soká ezt a terhet, panaszolták Iszkandarnak. Az uralkodó cselhez folyamodott, vásárolt öt ökröt, fejüket levágatta, bőrüket mérgekkel tömte tele és felvitette a hegyre a sárkánynak, aki azokat felfalta és elpusztult.
Később a nők városába, Harúmba érkeztek. A sah illendően bebocsáttatást kért, nem harci szándékkal, hanem kíváncsiságból, hiszen egész birodalmát meg akarta ismerni. Az itt lakó nők harcos amazonok voltak, ám a sah nem bocsátkozott velük harcba, udvariasan kérte őket, hadd tekintse meg a városukat, és amint teljesítik kívánságát tovább megy. Iszkandar beváltotta ígéretét, a nők beengedték, és ahogy az uralkodó illendően megtekintette a várost, el is hagyta azt. 
Birodalma felfedezése közben Iszkandar egyszer egy nagy településhez érkezett, amelynek lakosai panaszkodtak, hogy javaikat a szomszédos hegyről lezúduló szörnyek, Jádzsudzs és Mádzsudzs (Góg és Magóg) veszik el, kérték az uralkodót, hogy szabadítsa meg őket tőlük. Iszkandar hatalmas tüzet rakott, azzal bronzot olvasztott, és óriási gátat emelt a város köré, örökre kirekesztve a környékről a rosszindulatú támadókat.
Útja során egy távoli vidék lakói megmutatták Iszkandarnak a beszélő fát, aminek ágai és lombja Iszkandart hazatérésre szólították fel. Ezzel kalandozása véget ért.

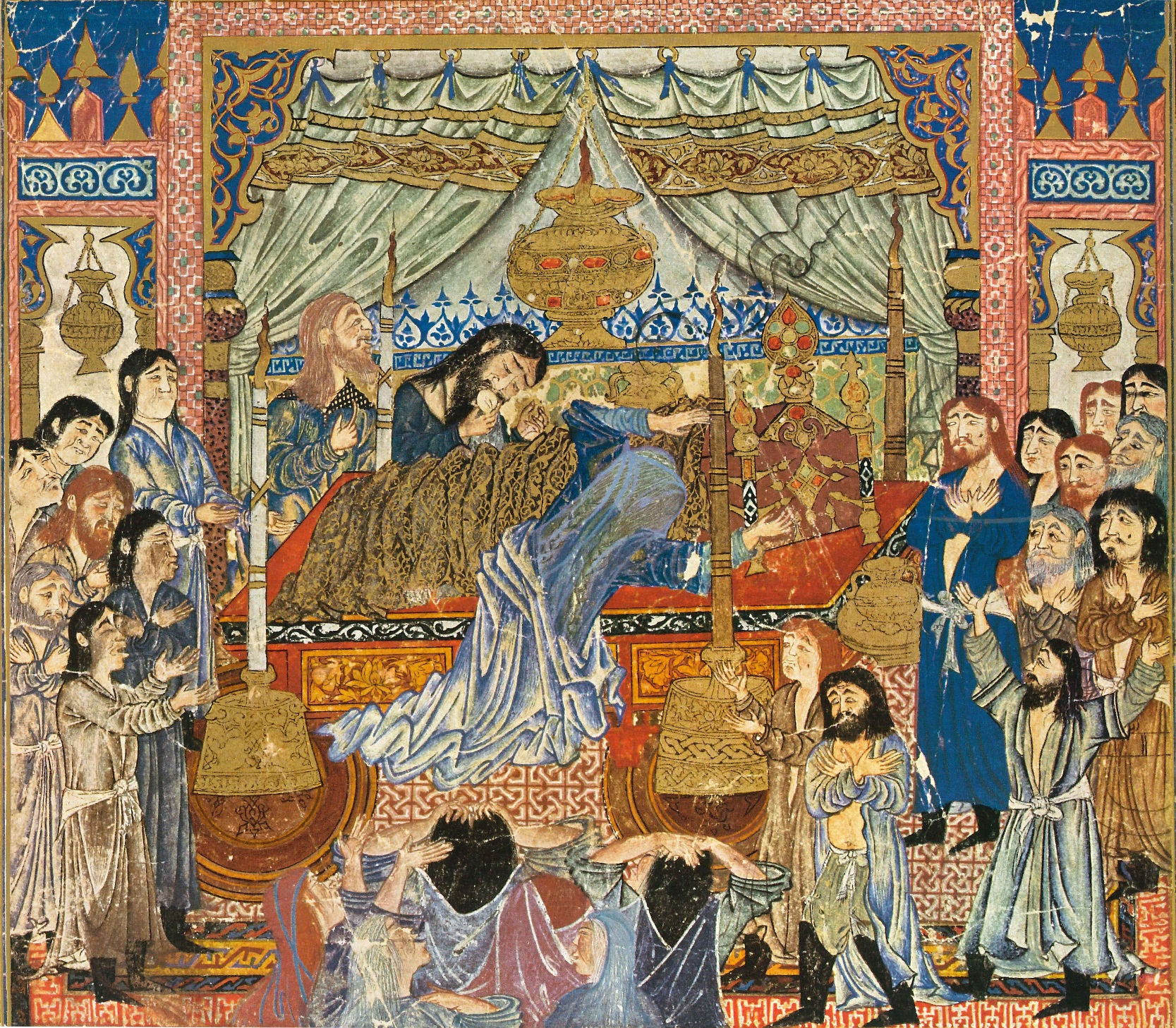
Iszkandar halála

#### Iszkandar halála
Amikor Babilonban járt, egy torzszülött születéséből megjósolták a királynak, hogy hamarosan meg fog halni. Iszkandar megbetegedett, és hamarosan meg is halt. Birodalma kisebb királyságokra esett szét, de neve évszázadokig fennmaradt, mint Irán földjének bölcs és igazságos uralkodója. Bár az általa alapított városok nagy része mára már az enyészeté lettek, de a fennmaradtak máig hirdetik a sah nagyságát.

### Későbbi fejlemények
A szövetségben uralkodó királyságok kora kétszáz évig tartott. A Pártus Birodalom (i. e. 3. századtól a 3. századig) rövid említése Iszkandar történetét követi, majd a pártusok utolsó uralkodóját, IV. Artabanoszt a birodalomalapító I. Ardasír (Artaxerxész) csatában megverte és 224-ben bevonult Ktésziphónba, megalapozva a Szászánidák ötszáz éves uralmát. A Szászánidák egyik leghíresebb uralkodója Nósírván volt, életét példázatok sora örökíti meg a keleti legendáriumokban. A hősi mondákat és Iszkandar Nagy Sándorhoz kapcsolható mesés világát Firdauszí a történelmi hűséget inkább követő elbeszélésekkel váltotta fel, de ezek sincsenek híján a költői képzeletnek. Az elbeszélő újabb hősök bemutatásával folytatja az eposzt, így például Bahrám Csóbin tettei majd tragikus bukása mellett Bahrám-Gór pikareszk, nőcsábász kalandjaival színesíti a történeteket.
A Szászánida Birodalom végét az arab hódítások, végül a 641-ben lezajlott Kádiszíjai csata hozta el. A Sáhnáme III. Jazdagird szászánida király (632-651) menekülésével és meggyilkolásának történetével zárul.

## A mű utóélete és jelentősége

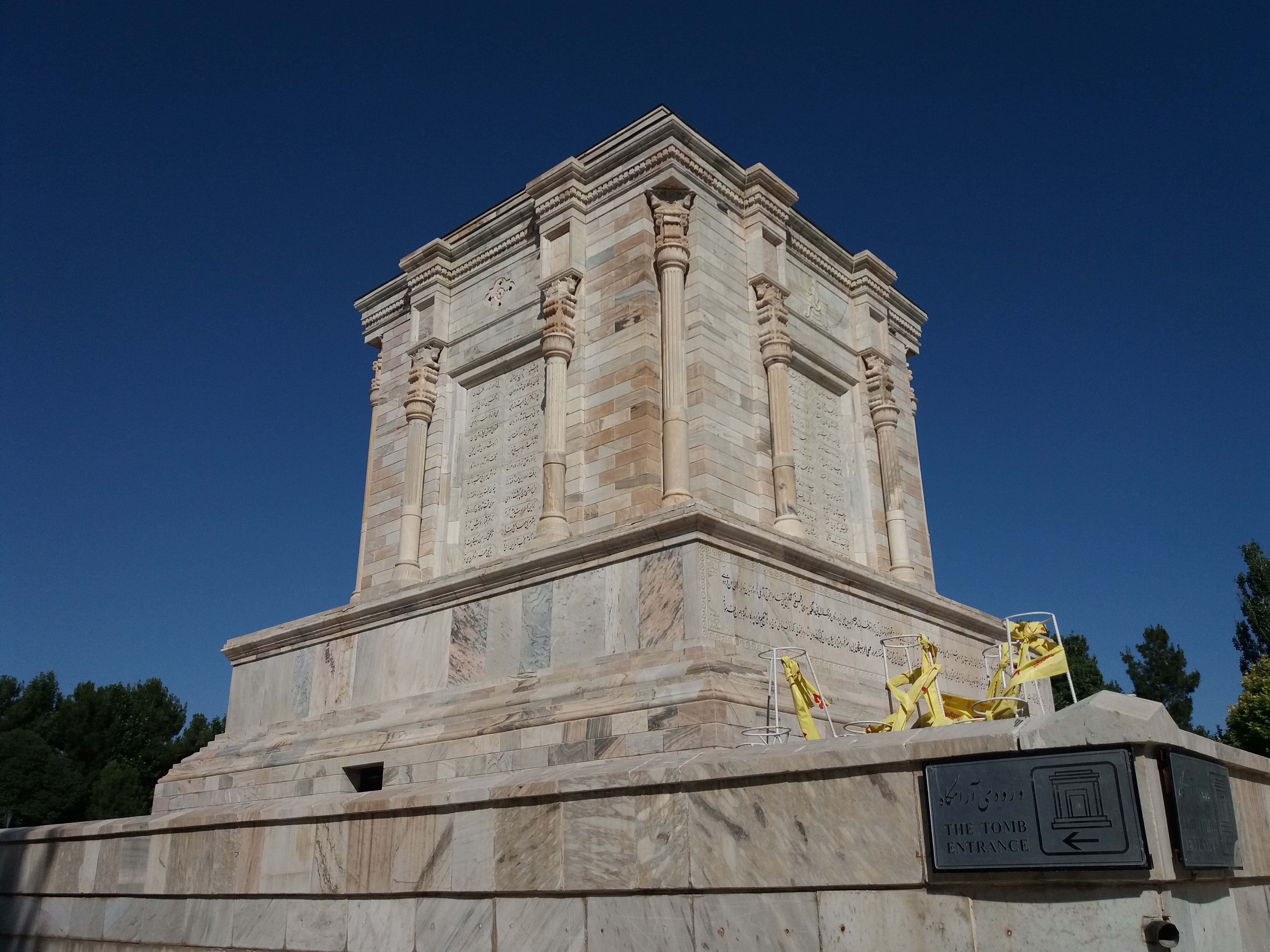
a Firdauszí mauzóleum Túszban, Meshed közelében (Irán)

Kevés könyv recepciótörténetét dolgozták fel hasonló részletességgel, mint a Sáhnámét. A gaznavida Mahmud szultán (megh. 1030) korabeli források szerint meglehetősen hűvösen fogadta, amikor a művet az 1010-es év körül bemutatták neki, és a legenda szerint nem is fizette ki Firdaúszí számára a megalkudott díjat. Erre Firdaúszí szatirikus költeményben válaszolt, ez a történet része a Sáhnáme keletkezési legendáriumának. Ehhez hozzá kell vennünk a gaznavida udvar fizetett költőinek irigységét és gúnyolódását, így érthetővé válik a mű kezdeti sikertelensége. Fontos momentum, hogy Ghazzal Dabiri szerint, aki összehasonlította a korabeli történelmi munkákkal, az iráni mitológia és történelem az akkori arab környezetben különösen súlytalanná válik, elsősorban az alakok történelmi kontextusának hiánya miatt. Mint írja, „...a Sáhnámét kezdetben általában nem fogadták jól, mivel történelemírásként különbözik a történetírás elvárt céljától, tartalmában és kivitelezésében eltér az azt megelőző történelmi munkáktól, amelyek a számánida és a gaznavida udvarokban akkoriban sikeresek voltak”. Mint költészet, formájában jelentősen eltért a gaznavida udvar által kedvelt kaszida verseléstől, a művet összességében határozottan korszerűtlennek tartották, ami „nem egészen irodalom és nem egészen történelem”. Néhányan úgy vélik, a kezdeti elutasítás oka a mű nyelvezetének szándékos archaizmusa volt, amit a munka anakronisztikus jellegének tulajdonítanak. Mások időközben összekapcsolják a Sáhnámeme elutasítását azzal, hogy a munka befejezését követő évben, a perzsa helyett arab lett a gaznavida udvari kancellária nyelve.
Amikor az arab-muszlim invázió elérte Iránt, csaknem megszüntetve mind a perzsa nemzeti identitást, mind a perzsa nyelvet, a teljesen perzsa szövegű Sáhnáme a nyelv és a lakosság nemzeti büszkeségének újjáélesztését tűzte ki célul. Érdekes módon a műből áradó perzsa, nem iszlám gyökerű kultúrát a következő évszázadok során az iszlám világ hatalmas területein a különböző arab nyelvű, iszlám dinasztiák uralkodói is felhasználták legitimitásuk igazolására .
A Sáhnáme a perzsa nyelvű vidékeken, mint Irán, Afganisztán és Tádzsikisztán, a nemzeti önazonosság alapja és a modern perzsa nyelv egyik pillére. Az ezer évvel ezelőtt írt szöveg bárki számára, aki perzsául beszél, még mindig olvasható és érthető, a művelt iráni néhány kivételtől eltekintve képes megérteni a Sáhnáme szövegét, mivel a szókincs és a nyelvtan nagyrészt konzisztens maradt a középkor óta.
A Közel-Kelet kulturális közegének megteremtője, a kéziratokban másolt, de a teázókban, közösségekben is előadott szöveg az alapvető erkölcsi értékek hordozója. Dzsalál Csáleghi Mutlak szerint Firdauszí a következő értékeket és viselkedést közvetíti művében: Isten szolgálata, Isten törvényeinek tiszteletben tartása, vallási kitartás fenntartása, hazaszeretet, család, feleség és gyermek szeretete, a szegények és rászorulók segítése, a bölcsességre való törekvés, az igazságosságért való munka, a hosszú távra tervezés, egyensúlyra való törekvés, udvarias viselkedés, vendégszeretet, olyan "lovagi" erények, mint megbocsátás, hála. Legyünk boldogok és elégedettek azzal, amit kapunk, keményen dolgozzunk, legyünk békések és szelídek, hűségesek, alázatosak, tudásra szomjazók és ékesszólók.
Reza Pahlavi iráni sah uralma alatt az iráni nemzetállam létrehozásakor Firdauszí Sáhnáméja és az általa közvetített értékek kiemelkedő jelentőségűek voltak. A nemzeti epikus költő számára 1934-ben mauzóleumot építettek, amelyben maradványait elhelyezték. Mohammad Reza Pahlavi alatt Firdauszí tiszteletére évenként ünnepségeket (Tusz-fesztivált) rendeztek, melynek védnöke Farah Pahlavi, a sah felesége volt. Az ennek keretében megrendezett szimpózium a mű recepciótörténetét dolgozta fel.

## Kiadásai
Mathew Lumsden kísérelte meg először a már közismert kéziratok alapján közölni a teljes Sáhnáme eposzt. A nyolc kötetesre tervezett kiadás első kötete 1811-ben Kalkutában jelent meg. Lumsden ebben 27 kéziratot publikált, azonban ez a próbálkozás nem jutott túl az első köteten. Később Turner Macan vette át a kiadás szerkesztését, aki végül 1829-ben publikálta a Sáhnáme első teljes kiadását The Shah Namah, An Heroic Poem, carefully collated with a number of the oldest and best manuscripts... by Abool Kasim Firdousee by Turner Macan. címmel.
1838 és 1878 között Julius Mohl újabb kiadást tett közzé Le Livre des Rois cím alatt. Az átfogó bevezetés mellett a kiadás hét kötete francia fordítást is tartalmaz. Mohl 35 kéziratot használt fel ehhez a publikációhoz, de nem biztosította az egyes részekre vonatkozó kritikai forrásokat. A német orientalista, Johann August Vullers új kiadást készített három kötetben Macan és Mohl kiadásai alapján, amelyet 1877 és 1884 között jelentetett meg Firdusii liber regum címmel. A sorozat a Kajánidák uralkodásának végéig terjed, és részletesen tárgyalja a Mohl és Macan szövegei közötti különbségeket.
Az 1934 és 1936 közötti időszakban M. Minovi, Eqbal A., Haim és S. Nafisi tízkötetes illusztrált sorozatot adott ki Vullers alapján, amely kiegészítette Turner és Mohl publikációinak részeit, azokat, amiket Vullers előrehaladott kora miatt már nem dolgozott fel. Ezt az első, leggyakrabban újranyomtatott kiadást, amely Teheránban jelent meg, már régóta a legjobb elérhető kiadásnak tekintik.
A Sáhnáme első kritikai kiadása az ún. „Moszkvai kiadás”, melyhez E. E. Bertel korszerű textológiai módszereket alkalmazott. Ez elsősorban a British Museumban őrzött 1276-os kéziratra és az 1333-ból származó leningrádi kéziratra épül. A kiadást a Szovjetunió Tudományos Akadémiájának Keleti Tanulmányok Intézete kilenc kötetben tette közzé 1960 és 1971 között, új kiadása 1971-ben Teheránban is megjelent.
1972-ben az Iráni Művészeti és Kulturális Minisztérium létrehozta a Sáhnáme Alapítványt (Boniád-e Sahname-je Ferdouszi), amelyet Modzstabá Minovi vezetett. Az alapítvány célja a kéziratok összes példányának összegyűjtése és egy új, átfogó Sáhnáme kiadás megjelentetése volt. Az alapítvány azonban csak három kötetet tudott kiadni (Dásztán-e Rosztam o Szohráb, 1973; Dástán-e Forud, 1975; Dásztán-e Sziávus, 1984). Dzsalal Haleghi-Motlagh 1988-ban egy átfogó kritikai kiadással jelentkezett, amely figyelembe vette az összes ismert kéziratot, és amelyben a már ismert kéziratok mellett az 1977-ben megtalált u.n. „Firenzei kézirat” (1217-ből) is szerepel. Ez a sorozat a 2009. évi kiadással zárul. Összesen nyolc kötetből és négy kommentárkötetből áll. Ez a kiadás messze felülmúlja a „Moszkvai kiadást”, mivel számos szöveges változatot és átfogó kommentárt tartalmaz. A Bongah-e Tarjama va Nashr-e Ketab perzsa szövegeinek sorozatát követően, amely Teheránban jelent meg 1959 és 1977 között, ez a Sáhnáme változat első számúként szerepel a perzsa szövegsorozatban (szerkesztette Ehszan Jarsater).
A Sáhnáme szerkesztői azzal a problémával szembesültek, hogy a legrégebbi ismert kézirat, a kétszáz évvel Firdauszí halála után keletkezett ún. „Firenze kézirat” 1217-ből származik. Összehasonlítva az egyes kéziratokat, számos szöveges változat található, amelyek kiegészítéseket, törléseket vagy változtatásokat tartalmaznak. Dzsalal Haleghi-Motlagh kezdetben negyvenöt kéziratot gyűjtött össze kiadása számára, amelyből később tizenötöt választott a megjelentetett szövege alapjául.

## Magyar fordítások
- Feridun és fiai. Részlet a Sahnámé c. eposzból; ford., bev. Radó Antal; Lampel, Bp., 1891
- Firdúszi Sahnáméjából. Feridun és fiai; ford., bev. Radó Antal; Lampel, Bp., 1904 (Magyar könyvtár)
- Királyok könyve; vál, prózaford. Honti Rezső, ford., bev. Devecseri Gábor, prózaford. kieg. Végh Mária; Európa, Bp., 1959 (A világirodalom klasszikusai)
- Dr. Gaál László fordításai / Firdauszí: Sáhnáme. A Királyok Könyve – részletek / Perzsa költők versei; L.N.L., Hajdúszoboszló, 2014 (A fenséges kert legerősebb fája sorozat)